# عقد 1970

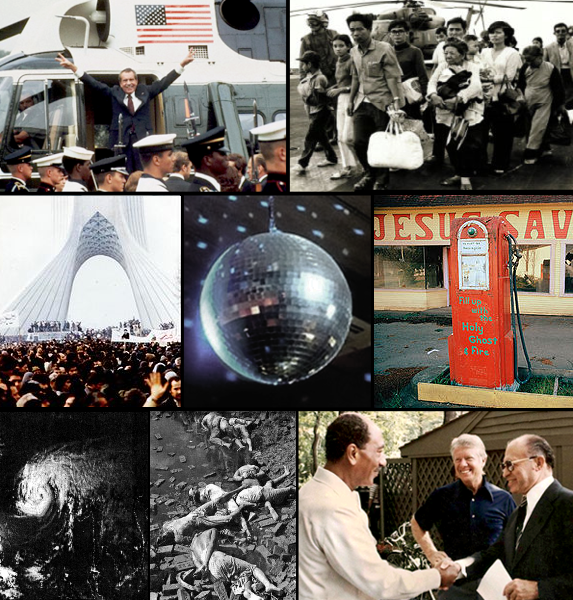
في اتجاه عقارب الساعة من أعلى اليسار: الرئيس الأمريكي ريتشارد نيكسون فعل علامة النصر بعد استقالته من منصبه في أعقاب فضيحة ووترغيت في عام 1974م; لاجئات على متن زورق بحرية أمريكية بعد السقوط من سايغون، ثم نهاية حرب فيتنام في 1975م; أزمة النفط عام 1973م تضع أمة أمريكا في حالة جمود وتُسبب أضراراً اقتصادية في جميع أنحاء العالم المتقدم؛ وتَصافُح كل من قادة إسرائيل ومصر بعد توقيع اتفاقية كامب ديفيد في عام 1978م؛ 1970م يقتل إعصار بهولا ما يقدر بـ 000 500 شخص في منطقة دلتا الغانج المكتظة بالسكان في شرق باكستان (التي ستصبح مستقلة كبنغلاديش في عام 1971م) في تشرين الثاني/نوفمبر 1970م، وتُعد ثاني أكثر الكوارث الطبيعية فتكاً في التاريخ؛ الثورة الإيرانية عام 1979م تطيح بمحمد رضا بهلوي الذي حل محله فيما بعد المرشد الأعلى السابق للثورة الإسلامية روح الله الخُميني ، اختراع كرة الديسكو وكانت قمة التقدم خلال منتصف إلى أواخر العقد 1970م.

| 1970 \| 1971 \| 1972 \| 1973 \| 1974 \| 1975 \| 1976 \| 1977 \| 1978 \| 1979 |

عقد 1970، المدعو اختصاراً باسم عقد السبعينيات، هو العقد من التقويم الميلادي الذي بدأ في الأول من يناير عام 1970م وانتهى في الحادي والثلاثين من ديسمبر عام 1979م.

## لمحة عامة

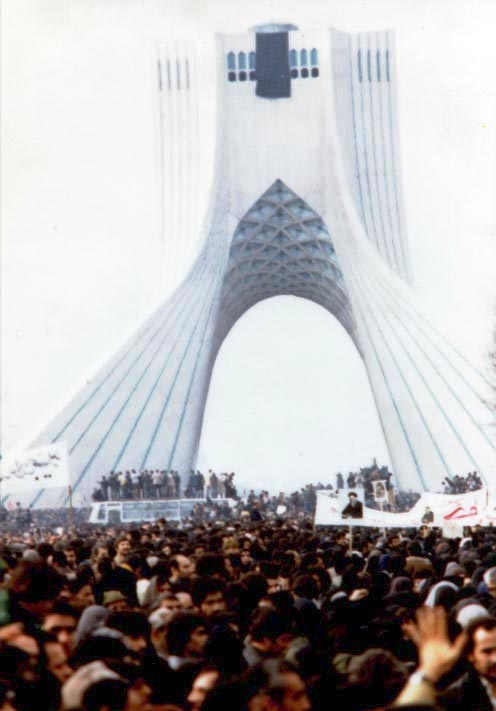
الثورة الإيرانية عام 1979

في القرن الحادي والعشرين، تزايد اعتبار المؤرخين لعقد السبعينيات على أنه «ذروة التغيير» في التاريخ العالمي، مركزين بشكل خاص على التقلبات الاقتصادية التي تلت نهاية فترة الازدهار الاقتصادي العالمي التالي للحرب العالمية الثانية. في العالم الغربي، استمرت الأفكار التقدمية الاجتماعية التي بدأت في أواخر الستينيات -مثل ازدياد الوعي السياسي والحرية الاقتصادية للمرأة- بالنمو في المملكة المتحدة، أدت انتخابات عام 1979 إلى انتصار الزعيمة المحافظة مارغريت تاتشر أولى رئيسة وزراء امرأة في تاريخ بريطانيا العظمى والمملكة المتحدة. عانت جميع الدول الصناعية -باستثناء اليابان- من فترة كساد اقتصادي نتيجة أزمة نفطية سببتها مقاطعات من قِبل منظمة الأقطار العربية المصدرة للبترول. وفي ظل هذه الأزمة ظهر مفهوم جديد هو الركود التضخمي الذي بدأ حركة سياسية واقتصادية استُبدلت بالنظرية الاقتصادية الكينزية (نظرية الاقتصاد النيوليبرالي)، وذلك بإنشاء أولى الحكومات النيوليبرالية في تشيلي حيث حدث انقلاب عسكري بقيادة أوغستو بينوشيه في عام 1973.
أطلق الروائي توم وولف على هذا العقد اسم «عقد الـ ’أنا’» في مقاله «عقد الـ ’أنا’ والصحوة العظمى الثالثة» الذي نشرته مجلة نيويورك ماغازين في أغسطس عام 1976م مشيرًا إلى عقد السبعينيات. يصف المصطلح توجهاً جديداً سلكه الأمريكيون نحو الفردية الذرية الاجتماعية وبعيدًا عن الفكر الجماعي، بشكل مناقض تماماً للتوجه السائد في عقد الستينيات.
في آسيا، تغيرت الأوضاع المتعلقة بجمهورية الصين الشعبية جذرياً بعد اعتراف الأمم المتحدة بالجمهورية وموت ماو تسي تونغ وبداية تحرير السوق من قبل الرؤساء اللاحقين. على الرغم من مواجهة أزمة نفط نتيجة حصار أوبك، شهد الاقتصاد الياباني ازدهاراً ضخماً في هذه الفترة متخطياً اقتصاد ألمانيا الغربية ليصبح ثاني أكبر اقتصاد في العالم. سحبت الولايات المتحدة قواتها العسكرية من مواقع انتشارها السابقة في حرب فيتنام، والتي أصبحت موضع استهجان عام من قِبل المجتمع الأمريكي. في عام 1979م، اجتاح الاتحاد السوفيتي أفغانستان، مما أدّى إلى حرب طويلة استمرت لعشر سنوات.
شهدت بداية عقد السبعينيات تصعيداً للعنف في الشرق الأوسط إذ أعلنت مصر وسوريا الحرب على إسرائيل، لكن وفي نهاية السبعينيات تغير وضع الشرق الأوسط بشكل جوهري عندما وقعت مصر اتفاقية السلام المصرية الإسرائيلية. لعب الرئيس المصري أنور السادات دوراً محورياً في هذا الحدث وبالتالي أصبح مكروهاً إلى حدٍ كبير في العالم العربي والعالم الإسلامي بشكل عام. تفجرت التوترات السياسية في إيران بحدوث الثورة الإيرانية عام 1979م، التي أطاحت بالدولة البهلوية وأسست الجمهورية الإسلامية في إيران تحت قيادة آية الله الخُميني.
شهدت أفريقيا تزايداً في حركة إنهاء الاستعمار، إذ حصلت كل من آنغولا وموزمبيق على الاستقلال من الإمبراطورية البرتغالية عام 1975م بعد إعادة الديمقراطية في البرتغال. وقعت القارة الأفريقية ضحية وباء من الانقلابات العسكرية، وذلك مع إسقاط الإمبراطوري الإثيوبي هيلا سيلاسي الذي حكم لفترة طويلة، وانتشار الحروب والمجاعة.
استمر اقتصاد الكثير من الدول النامية باتخاذ خطوات ثابتة نحو الأمام في بداية عقد السبعينيات بسبب الثورة الخضراء. وقدكان من الممكن لهذه الدول أن تزدهر وتصبح أكثر استقراراً بالشكل ذاته الذي تعافت به أوروبا بعد الحرب العالمية الثانية من خلال خطة مارشال، لكن نموها الاقتصادي تباطأ بسبب أزمة النفط، ثم عاد للازدهار بعد ذلك مباشرة.

## السياسة والحروب

### الحروب
تتضمن أبرز الحروب والصراعات العسكرية التي حدثت في عقد السبعينيات ما يلي:
- الحرب الباردة (1945م – 1990م)

- وصلت حرب فيتنام إلى نهايتها في عام 1975م بسقوط سايغون واستسلام جنوب فيتنام غير المشروط في الثلاثين من أبريل عام 1975م. في العام التالي صدر إعلان توحيد فيتنام بشكل رسمي.

- الحرب السوفيتية الأفغانية (1979م – 1989م): بالرغم من أن هذه الحرب حدثت بكاملها تقريباً في عقد الثمانينات، لكن الحرب بدأت رسمياً في السابع والعشرين من ديسمبر عام 1979م.

- الحرب الأهلية الأنغولية (1975م – 2002م): التي أدت إلى تدخل عدة دول على كل من الجانبين الماركسي والمعادي للماركسية، وذلك من خلال دعم كوبا وموزمبيق للفصائل الماركسية بينما دعمت جنوب أفريقيا وزائير الفصائل المعادية للماركسية.

- الحرب الأهلية الإثيوبية (1976م – 1991م).

- الحرب الاستعمارية البرتغالية (1961م - 1974م).
- حرب تحرير بنغلاديش عام 1971م في جنوب آسيا، والتي تضمنت تدخل باكستان الشرقية وباكستان الغربية والهند.

- الإبادة الجماعية في بنغلاديش 1971م.

- الحرب الهندية الباكستانية عام 1971م.

- الصراع العربي الإسرائيلي (منذ بداية القرن العشرين حتى الوقت الحالي).

- حرب أكتوبر (1973م): شنّت كل من مصر وسوريا هذه الحرب ضد إسرائيل في أكتوبر عام 1973م من أجل استعادة الأراضي التي خسرها العرب في حرب عام 1967م. تفاجأ الإسرائيليون بالهجوم وتكبدوا خسائر فادحة قبل أن يستجمعوا قواهم، وفي النهاية، تمكن الإسرائيليون من صد الهجومين المصري والسوري، ومن ثم عبور قناة السويس باتجاه الأراضي المصرية. في عام 1978م وقّعت مصر اتفاقية سلام مع إسرائيل في كامب ديفيد في الولايات المتحدة مما أنهى النزاعات القائمة بين البلدين. وأدت تصرفات أنور السادات إلى اغتياله لاحقاً في عام 1981م.

- مرحلة الطوارئ الهندية (1975م – 1977م).
- الحرب الأهلية اللبنانية (1975م - 1990م): وهي حرب أهلية في الشرق الأوسط تضمنت في بعض الأحيان تدخل كل من منظمة التحرير الفلسطينية وإسرائيل في بداية الثمانينات.
- حرب الصحراء الغربية (1975م - 1981م): وهي حرب إقليمية وضعت جبهة البوليساريو الثورية ضد المغرب وموريتانيا.
- الحرب الأوغندية التنزانية (1978م - 1979م): كان دافع هذه الحرب مرتكزاً على الأهداف التوسعية الأوغندية للسيطرة على بعض الأراضي التنزانية. انتهت الحرب بإسقاط نظام الرئيس الأوغندي عيدي أمين.
- حرب أوغادين (1977م - 1978م) التي كانت صراعاً عسكرياً أفريقياً آخر بين الصومال وإثيوبيا للسيطرة على منطقة أوغادين.
- الحرب الأهلية الروديسية (1964 - 1979) المعروفة أيضاً باسم حرب تحرير زيمبابوي.

### الصراعات الدولية
تضمنت أهم الصراعات الدولية لعقد السبعينيات ما يلي:
- الصراع الأساسي بين القوى الرأسمالية والاشتراكية في عدد من الدول، في ظل محاولات من الاتحاد السوفيتي والولايات المتحدة لتقليل احتمال الصراع المباشر، ذلك لأن كلاً من الطرفين كان يتبنى مخططاً لتطوير الأسلحة النووية.
- في عام 1976م، قادت احتجاجات طلابية سِلمية في بلدة سويتو في جنوب أفريقيا إلى اضطرابات سويتو التي قتلت فيها شرطة الأمن في جنوب أفريقيا أكثر من 700 تلميذ أسود.
- تزايد النزعة الانفصالية في مقاطعة كيبك الكندية. في عام 1970م، اختطفت مجموعة من المتمردين إلى جبهة تحرير كيبك القومية الكيبكية الماركسية المتطرفة وزير العمل الكيبكي بيير لابورت والمفوض التجاري البريطاني جيمس كروس خلال أزمة أكتوبر، مما أدى إلى مقتل لابورت، وتفعيل القانون العرفي في كندا تحت ظل قانون الإجراءات الحربية، وهذا ما دفع بالحكومة الكندية إلى إجراء حملة اعتقالات لجميع المشتبهين بانتمائهم إلى جبهة التحرير الكيبكية. مثل انتخاب الحزب الكيبكي بقيادة رينيه ليفيسك في مقاطعة كيبك الكندية أولى حالات وصول حزب سياسي ملتزم بالتوجه الاستقلالي الكيبكي إلى السلطة في كندا. سلكت حكومة ليفيسك سياسة هادفة إلى فصل الكيبك عن كندا بالطرق الديمقراطية وتعزيز الفرنكوفونية الكيبكية خلال أواخر السبعينيات، في هذا السياق يعتبر قانون اللغة الفرنسية معروفاً بشكل شائع في الكيبك وكندا باسم «القانون 101».
- أعلن الرئيس الفلبيني فرديناند ماركوس القانون العُرفي في الفلبين بتاريخ الحادي والعشرين من سبتمبر عام 1972م.
- في كمبوديا، قاد الزعيم الشيوعي بول بوت ثورة ضد حكومة لون نول المدعومة أمريكياً. في السابع عشر من أبريل عام 1975م احتلت قوات بوت العاصمة بنوم بنه، وذلك بعد عامين من إيقاف أمريكا للقصف على مواقعهم. أَجبرت حكومته الشيوعية -المدعوة باسم الخمير الحمر- المواطنين على الخروج من المدن من أجل إزالة الأدغال وتأسيس مجتمع زراعي ماركسي متطرف. تعرّض الكهنة البوذيون بالإضافة إلى كل من تحدث لغة أجنبية أو حصل على أي تعليم أو حتى ارتدى نظارات طبية للتعذيب أو حتى القتل. قُدرّ عدد الضحايا بنحو 3 ملايين شخص. اجتاحت فيتنام البلاد في بداية عام 1979م، مُطيحة بنظام الخمير الحمر ومؤسسة حكومة تابعة. أدى هذا إلى اندلاع حرب حدودية قصيرة لكنها عنيفة مع الصين في فبراير من العام ذاته.

## أحداث
- حرب 6 أكتوبر 1973م: مصر وسوريا تُشنان الحرب على إسرائيل وتستعيدان جزءاً من سيناء وهضبة الجولان المحتل.[4][5][6]
- صدر في قطر الدستور المؤقت وتشكيل أول مجلس وزراء في عهد الشيخ أحمد بن علي آل ثاني.
- استقلال إمارات الساحل المتصالح واتحادها في كيان سياسي واحد تحت اسم دولة الإمارات العربية المتحدة.
- استقلال مملكة البحرين.
- استقلال سلطنة عمان.
- استقلال دولة قطر.

## الكوارث

### الكوارث الطبيعية

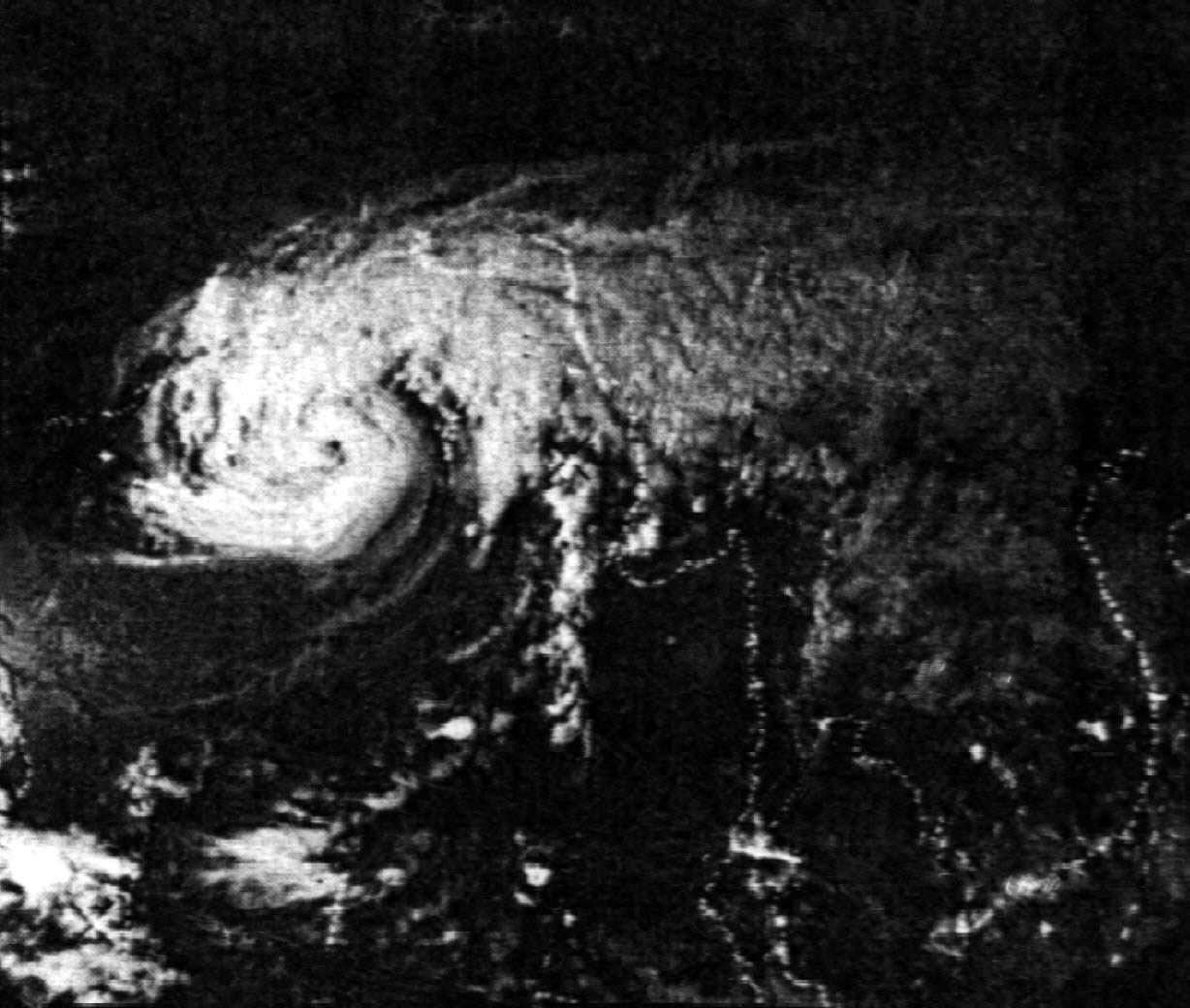
1970 إعصار بولا, يعتبر أسوأ كارثة إعصار في القرن العشرين, يقتل ما يقدر بنحو 500,000 شخص في منطقة دلتا نهر الغانج المكتظة بالسكان في شرق باكستان خلال نوفمبر 1970.

- في 5 يناير 1970م، هز ّ زلزال تونغهاي مقاطعة تونغهاي، الصين. وقتل ما بين 10,000 و 14,621 وأُصيب 26,783.
- في 31 مايو 1970م، تسبب زلزال أنكاش عام 1970م في انهيار أرضي في بلدة يونغاي، بيرو. وقتل أكثر من 000،47 شخص."[7]
- ضرب إعصار بولا عام 1970م، وهو إعصار استوائي بسرعة 120 ميل في الساعة (193 كم / ساعة)، منطقة دلتا نهر الغانج المكتظة بالسكان في شرق باكستان (بنغلاديش الآن) في 12 و 13 نوفمبر 1970م، مما أسفر عن مقتل ما يُقدر بـ 500,000 شخص. ولا تزال العاصفة حتى الآن أعنف إعصار استوائي في تاريخ العالم.
- في 29 أكتوبر 1971م، إعصار أوديشا 1971م في خليج البِنغال، في ولاية أوديشا الهندية، قتل 10,000 شخص.
- في يونيو 1972م، ضرب إعصار أغنيس الساحل الشرقي للولايات المتحدة، مما أسفر عن مقتل 128 شخصاً وتسبب في أضرار تزيد عن 2.1 مليار دولار.
- في 3 أبريل 1974م، وقعت الفاشية العظمى عام 1974م في الولايات المتحدة التي أنتجت 148 إعصاراً وقتلت 330 شخصًا.
- في 24 ديسمبر 1974م، دمر إعصار تريسي مدينة داروين الأسترالية.
- في 8 أغسطس 1975م، انهيار سد بانتشياو، في مقاطعة خنان الصينية، بعد إعصار غريب.و أكثر من 200,000 شخص لقوا حتفهم.
- وفي 4 فبراير 1976م، أدّى زلزال كبير في غواتيمالا وهندوراس إلى مقتل أكثر من 000،22 شخص.
- في 28 يوليو 1976م، ضرب زلزال 7.5 تانغشان، الصين، مما أسفر عن مقتل 242769 شخصاً وإصابة 164,851.
- في 17 أغسطس 1976م، ضرب زلزال بقوة 8 درجات خليج مورو بالقرب من جزيرة سولو في مينداناو، الفلبين، مما تسبب في تسونامي أسفر عن مقتل ما بين 5,000 إلى 8,000 شخص.

### الحوادث
- 2 أكتوبر 1970م، تحطُّم طائرة تحمل فريق كرة قدم جامعة ولاية ويتشيتا.
- في نوفمبر 14, 1970م، الخطوط الجوية الجنوبية رحلة 932 تحمل كامل مارشال (ولاية فرجينيا الغربية) فريق كرة القدم والتعزيز تحطمت على سفح جبل بالقرب من سيريدو، غرب فرجينيا، على الاقتراب من مطار الدولة الثلاثية في الأمطار الغزيرة والضباب. كانوا عائدين من خسارة لعبة الطريق في جامعة ولاية كارولينا الشرقية في غرينفيل، كارولاينا الشمالية. ولم يكن هناك ناجون.
- وفي يوليو 1971م، اصطدمت الرحلة رقم 58 التابعة لشركة «أل نيبون إيرويز» بطائرة مقاتلة تابعة لـ «جاسدف»، مما أسفر عن مقتل جميع الـ 162 الذين كانوا على متنها. ونجا الطيار من طراز JASDF.
- في 29 ديسمبر 1972م، تحطمت رحلة الخطوط الجوية الشرقية 401 في ولاية فلوريدا إيفرجليدز بينما كان طاقمها مُشتتاً. وقد لقى 101 شخص مصرعهم في الحادث بينما نجا 75 شخص .
- في 22 يناير 1973م، تحطمت طائرة بوينغ 707من طراز Alia - استأجرتها الخطوط الجوية النيجيرية- عند هبوطها في مطار كانو في نيجيريا بعد انهيار أحد دُعامات معدات الهبوط الخاصة بها. ولقي 176 شخصاً من بين 202 كانوا على متن الطائرة حتفهم، مخلفاً 26 ناجياً.
- وفي 3 مارس عام 1974م تحطمت رحلة الخطوط الجوية التركية رقم 981 في شمال فرنسا بعد انفجار فتحة شحن مما أسفر عن مصرع جميع الأشخاص ال 346 الذين كانوا على متنها .
- في 4 أبريل 1975م، فجر منحدر التحميل الخلفي على مجرة لوكهيد C-5 التابعة للقوات الجوية الأمريكية في منتصف الرحلة، مما تسبب في تخفيف الضغط المتفجر الذي شلّ الطائرة. وقد لقى 153 شخصاً مصرعهم في الحادث بينما نجا 175 .
- في 10 نوفمبر 1975م، الولايات المتحدة البحيرات العظمى الشحن السائبة SS إدموند فيتزجيرالد تعثرت على بحيرة سوبيريور مع فقدان جميع أفراد الطاقم 29.
- في 27 مارس 1977م، اصطدمت طائرتان من طراز بوينغ 747 (KLM و Pan Am)على المدرج في ضباب كثيف في مطار لوس روديوس في تينيريفي، جزر الكناري، إسبانيا، مما أسفر عن مقتل 583 شخصاً - أسوأ كارثة طيران مُسجلة.
- في 1 يناير 1978م، تحطمت رحلة الخطوط الجوية الهندية رقم 855 في البحر قُبالة سواحل الهند، مما أسفر عن مقتل جميع الـ 213 على متنها.
- في سبتمبر 25, 1978م، اصطدمت رحلة PSA 182 مع سيارة سيسنا 172 الخاصة فوق سان دييغو، كاليفورنيا، واصطدمت بحي محلي. وقد قُتل جميع ال 135 الذين كانوا على متن طائرة تابعة لـ «بي إس إيه»، وكلاهما طيار من طراز سيسنا، و7 أشخاص على الأرض (144 المجموع).
- في مايو 25, 1979م، الخطوط الجوية الأمريكية رحلة 191 الصادرة من مطار أوهير الدولي في شيكاغو، إلينوي، فقدت محرك خلال الإقلاع وتحطمت، قُتل جميع 271 على متنها و2 آخرين على الأرض. كان ولا يزال أكثر حوادث تحطم الطائرة الفردية فتكاً على الأراضي الأمريكية.
- في نوفمبر 28, 1979م، تحطمت رحلة طيران نيوزيلندا 901 على الجناحين من جبل إيربوس في القارة القطبية الجنوبية، مما أسفر عن مقتل جميع الناس 257 على متن الطائرة.
- في 28 مارس 1979م، حادث جزيرة الثلاثة أميال.

## المجتمع

### دور المرأة في المجتمع

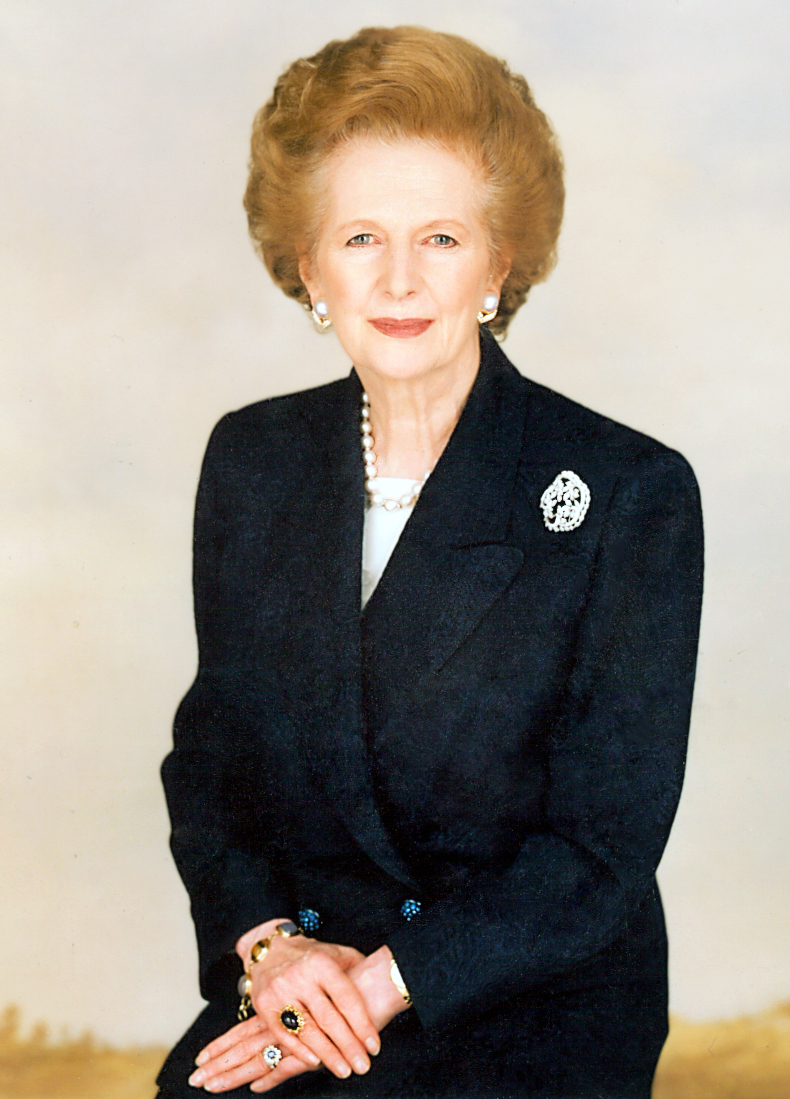
مارغريت تاتشر

وقد تغير دور المرأة في المجتمع تغيراً عميقاً مع تنامي الحركة النسائية في جميع أنحاء العالم، ومع وجود وصعود عدد كبير من النساء كرئيسات لدول خارج الممالك ورؤساء حكومات في عدد من البلدان في جميع أنحاء العالم خلال السبعينيات، وكان العديد منهن أول من شغل هذه المناصب. ومن بين رؤساء الدول والحكومات غير الملكيات في هذه الفترة إيزابيل مارتينيز دي بيرون كأول رئيسة في الأرجنتين وأول امرأة غير ملكة ترأس الدولة في نصف الكرة الغربي في عام 1974م حتى خُلعت في عام 1976م، إليزابيث دوميتيان تصبح أول امرأة رئيسة وزراء لجمهورية أفريقيا الوسطى، إنديرا غاندي استمرت في منصب رئيسة وزراء الهند حتى عام 1977م (وتولت السلطة مرة أخرى في عام 1980م)، سيريموفا باندارانايكي، رئيس وزراء سريلانكا (سيلان سابقا) وأول امرأة رئيس حكومة في العالم، وأُعيد انتخابها في عام 1970م، رئيسة وزراء إسرائيل غولدا مائير ورئيسة جمهورية الصين الشعبية بالنيابة سونغ تشينغ لينغ ظلوا في مناصبهم حتى وفاتهم، وأصبحت ليديا غيلر تيخادا رئيسة مؤقتة لبوليفيا ابتداءاً من عام 1979م إلى عام 1980 م، أصبحت ماريا دي لورديس بينتسيلغو أول رئيسة وزراء للبرتغال في عام 1979م، وأصبحت مارغريت تاتشر أول امرأة رئيسة وزراء للمملكة المتحدة في عام 1979م. وستظل كل من إنديرا غاندي ومارغريت تاتشر من الشخصيات السياسية الهامة في العقد التالي في الثمانينيات.

### الحركات الاجتماعية

#### الاحتجاجات المناهضة للحرب
نَمَت المعارضة للحرب في الفيتنام التي بدأت في عقد 1960م أضعافاً مضاعفة خلال أوائل عقد 1970م. واحدة من المظاهرات الأكثر شهرة المناهِضة للحرب وكان هناك إطلاق للنار في ولاية كينت. في عام 1970م، كان طلاب الجامعات يحتجُّون على الحرب والمشروع. وأعقب ذلك أعمال شغب خلال عطلة نهاية الأسبوع واستُدعي الحرس الوطني للحفاظ على السلام. ومع ذلك، بحلول 4 أيار/مايو 1970م، ظهرت التوترات مرة أخرى، ومع تزايد الحشد، بدأ الحرس الوطني بإطلاق النار. وقُتل أربعة طلاب وجُرح تسعة آخرون. وقد تسبب هذا الحدث في عدم التصديق والصدمة في جميع أنحاء البلاد وأصبح عنصراً أساسياً في المظاهرات المناهِضة لفيتنام.

#### البيئة
بدأت السبعينيات تأكيداً رئيسياً للقضايا البيئية المبكرة من النشطاء في الستينيات، مثل راشيل كارسون وموراي بوكشين قد حذروا منه. وقد نقلت بعثة أبوللو 11، التي حدثت في نهاية العقد الماضي، صوراً ملموسة للأرض بوصفها نظاماً متكاملاً داعماً للحياة وشكّلت استعداداً عاماً للحفاظ على الطبيعة. في 22 أبريل 1970م احتفلت الولايات المتحدة بيوم الأرض الأول الذي شارك فيه أكثر من ألفي كلية وجامعة وحوالي عشرة آلاف مدرسة ابتدائية وثانوية.

#### الجريمة والاضمحلال الحضري
كانت معدلات الجريمة في الولايات المتحدة منخفضة منذ أربعينيات القرن العشرين وحتى منتصف الستينيات، ولكنها بدأت في التصاعُد بعد عام 1965م بسبب مجموعة معقدة من العوامل الاجتماعية والاقتصادية والديموغرافية. وبحلول السبعينيات، كانت الجريمة والمناطق الحضرية المنكوبة سبباً خطيراً للقلق، حيث تأثرت مدينة نيويورك بشكلٍ خاص. وفي عام 1972م، قضت المحكمة العليا في الولايات المتحدة بعدم دستورية عقوبة الإعدام، ثم نقضت الحكم بعد أربع سنوات فقط.

#### النسوية
مقالة مفصلة: النسوية

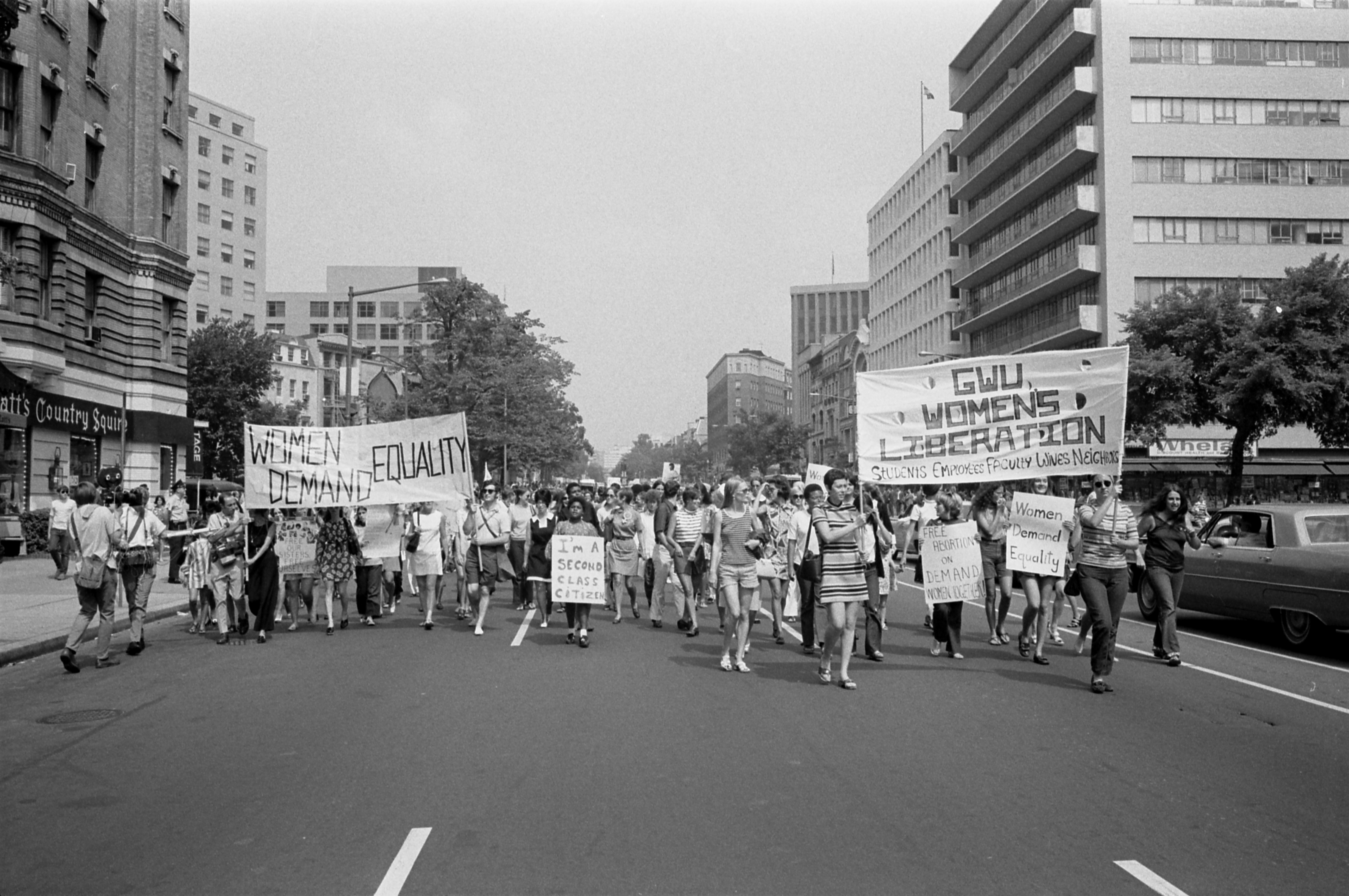
مسيرة للتحرير نساء في واشنطن، 1970

الحركة النسوية الثانية في الولايات المتحدة، التي بدأت في الستينيات، قدمت إلى السبعينيات، واضطلعت بدور بارز داخل المجتمع. احتفلوا المضربين النسويين من أجل المساواة وغيرها من الاحتجاجات بالذكرى السنوية الخمسين لإقرار التعديل التاسع عشر لدستور الولايات المتحدة (الذي أضفى على حق المرأة في التصويت)في عام 1970م.
1971م شهدت إيرين بيزاي إنشاء أول مأوى في العالم العنف المنزلي في تشيسويك، لندن وبيتزا وزملاؤها فتح المزيد من المرافق طوال السنوات القليلة المقبلة. وقد ألهم هذا العمل شبكات مماثلة من المنازل الآمنة للنساء ضحايا سوء المعاملة في بلدان أخرى، مع افتتاح أول مأوى في أوروبا القارية في أمستردام في عام 1974م.
غلوريا ستاينم، بيتي فريدان، بيتي فورد، شيرلي تشيشولم، بيلا ابزوغ، روبن مورغان، كيت ميليت واليزابيث هولتزمان، وهناك العديد، قادوا الحركة من أجل المساواة للمرأة.
حتى من الناحية الموسيقية، كان للحركة النسائية لحظتها المشرقة. المغنية الأسترالية الأمريكية هيلين ريدي، سجلت أغنية «أنا امرأة», التي أصبحت نشيداً لحركة تحرير المرأة. «أنا امرأة» وصلت إلى رقم 1، وفازت هيلين وحصلت على جائزة غرامي.
الموجة الثانية للحركة النسوية في الولايات المتحدة انتهت إلى حدٍ كبير في عام 1982م مع فشل تعديل المساواة في الحقوق، ومع قيادة محافظة جديدة في واشنطن، ابتكرت النساء الأميريكيات موجة ثالثة قصيرة ولكنها قوية، في أوائل التسعينيات تناولت التحرش الجنسي (مستوحاة من جلسات استماع اللجنة القضائية في مجلس الشيوخ في كلارنس توماس في عام 1991م). وشملت نتائج الحركة وعياً جديداً بهذه القضايا بين النساء، وأعداداً غير مسبوقة من النساء المُنتخبات للمناصب العامة، ولاسيما مجلس الشيوخ في الولايات المتحدة.

#### الحقوق المدنية
بدأت حركة الحقوق المدنية في الستينيات في التمزق في السبعينيات، حيث بدأت الفئات الاجتماعية في تعريف نفسها بالاختلافات أكثر من عالميتها. نشأت حركة القوميين السود من الإحباطات من الاستراتيجيات «اللاعُنفية» لنشطاء الحقوق المدنية السابقين. مع اغتيال في أبريل 1968م مارتن لوثر كينغ جونيور ويونيو 1968م اغتيال روبرت كينيدي، اضطر العديد من السود إلى رفض أفكار التفاوض وبدلاً من ذلك قاموا بالاعتزال. كما انشقّت الحركة النسوية عن دفعة أكبر من أجل الحقوق المدنية في السبعينيات. وكان يُنظر إلى السبعينيات على أنها «دور المرأة»، على الرغم من أن العديد من النسويات أدرجن المثل العليا للحقوق المدنية في حركتهن. ودعت نسوية ورثت المركز القيادي لحركة الحقوق المدنية من زوجها، كوريتا سكوت كينغ بصفتها زعيمة للحركة السوداء، إلى وضع حد لجميع أشكال التمييز، ومساعدة وتشجيع حركة تحرير المرأة، والحركات الأخرى أيضاً. وفي المؤتمر الوطني للمرأة في عام 1977م، صدر قرار بشأن نساء أقليات دعمته كينغ وغيرها من النساء، لضمان المساواة العرقية في أهداف الحركة. وبالمثل خطت حركة المثليين خطوة كبيرة إلى الأمام في السبعينيات بانتخاب شخصيات سياسية مثل هارفي ميلك للمناصب العامة والدعوة إلى تشريع مكافحة التمييز ضد المثليين الذين تم تمريرهم ولم يتم تمريره خلال العقد.

#### الشباب حق في الانتخاب
تم التصديق على التعديل السادس والعشرين لدستور الولايات المتحدة في 1 يوليو 1971م، وخفض سن التصويت لجميع الانتخابات الاتحادية وانتخابات الولايات من 21 سنة إلى 18 سنة. وكان الدافع الرئيسي لهذا التغيير هو حقيقة أن الشباب كانوا يُجندون للقتال في حرب فيتنام قبل أن يبلغوا من العمر ما يكفي للتصويت.

## العلوم والتكنولوجيا

### العلم
شهدت السبعينيات ثورة في فهم الفيزياء ، مدعومة بتطوير الدائرة المتكاملة والليزر.طوّر ستيفن هوكينج نظرياته عن الثقوب السوداء والحالة الحَدية للكون في هذه الفترة مع نظريته سميت بإشعاع هوكينج. العلوم البيولوجية المتقدمة بشكل كبير ، مع البيولوجيا الجزيئية، والبكتريولوجيا ، وعلم الفيروسات، وعلم الوراثة تحقيق أشكالها الحديثة في هذا العِقد. أصبح التنوع البيولوجي سبباً للقلق الرئيسي وتدمير الموائل، ونظرية ستيفن جاي غولد للتوازن تتخللها ثورة الفكر التطوري.

#### استكشاف الفضاء
ومع انتهاء الستينيات، حققت الولايات المتحدة هبوطين ناجحين على القمر. فقد العديد من الأميركيين اهتمامهم بعد ذلك ، لشعورهم بأنه منذ أن أنجزت البلاد هدف الرئيس جون كينيدي بالهبوط على القمر بحلول نهاية الستينيات، لم تكن هناك حاجة لمزيد من المهام. وكان هناك أيضاً شعور متزايد بأن مليارات الدولارات التي تُنفق على برنامج الفضاء ينبغي أن توضع لاستخدامات أخرى. استمر الهبوط على سطح القمر خلال عام 1972م ، ولكن الخسارة لبعثة أبوللو 13 في أبريل 1970م عملت على تعزيز المشاعر المضادة لوكالة ناسا. ألغيت خطط للبعثات حتى أبوللو 20، واستخدمت الأجهزة المتبقية أبوللو وزحل لبرنامج محطة سكايلاب الفضائية في 1973م -1974م، ومشروع أبوللو-سويوزالتجريبي (ASTP)، الذي تم تنفيذه في يوليو 1975م. تم إلغاء العديد من المشاريع الطموحة التي خططت لها ناسا في السبعينيات وسط تخفيضات كبيرة في الميزانية ، وبدلاً من ذلك ستكرس معظم العقد لتطوير مكوك الفضاء. وكانت الرحلة الفضائية الأمريكية المأهولة الأخيرة للسنوات الخمس التالية. شهد عام 1979م إعادة مذهلة من سكايلاب على أستراليا. وكانت ناسا قد خططت للقيام بمهمة مكوكية إلى المحطة الفضائية ، بيد أن المكوكات لم تكن مستعدة للتحليق حتى عام 1981م بعد فوات الآوان لانقاذها .
وفي الوقت نفسه، ألغى السوفيت البرنامج في عام 1972م بعد أن فشلوا في محاولتهم الهبوط على القمر ، وبحلول ذلك الوقت ومع ذلك، كانوا قد بدأوا بالفعل ساليوت، أول برنامج محطة فضائية في العالم ، والذي بدأ في عام 1971م. وسيكون لهذا الأمر مشاكل خاصة به، ولاسيما الخسارة المأساوية لطاقم سويوز 11 في تموز/يوليه 1971م وبالقرب من فقدان طاقم سويوز 18أي أثناء الإطلاق في نيسان/أبريل 1975م. وقد أثبتت هذه السنوات نجاحها في نهاية المطاف، حيث أوفدت بعثات إلى ستة أشهر بحلول نهاية العقد.
ومن حيث البعثات غير المأهولة، أطلقت البرامج الأمريكية والسوفياتية مجموعة متنوعة من المسابيرالفضائية والكوكبية خلال العقد. ومن بين أنجح هذه البرامج برنامج لونوخود السوفيتي، وهو سلسلة من البعثات الفضائية الروبوتية التي شملت أول عينة غير مأهولة العائدة من عالم آخر، وفوياجر الأمريكي، الذي استغل محاذاة نادرة للكواكب الخارجية لزيارتها جميعاً باستثناء بلوتو بحلول نهاية الثمانينيات.
دخلت الصين سباق الفضاء في عام 1970م مع إطلاق أول قمر صناعى لها ، بيد أن التخلف التكنولوجى ومحدودية الأموال من شأنها أن تمنع البلاد من أن تصبح قوة هامة في استكشاف الفضاء . أطلقت اليابان قمراً صناعياً لأول مرة في عام 1972م. وقد أُنشئت وكالة الفضاء الأوروبية خلال العقد أيضاً.

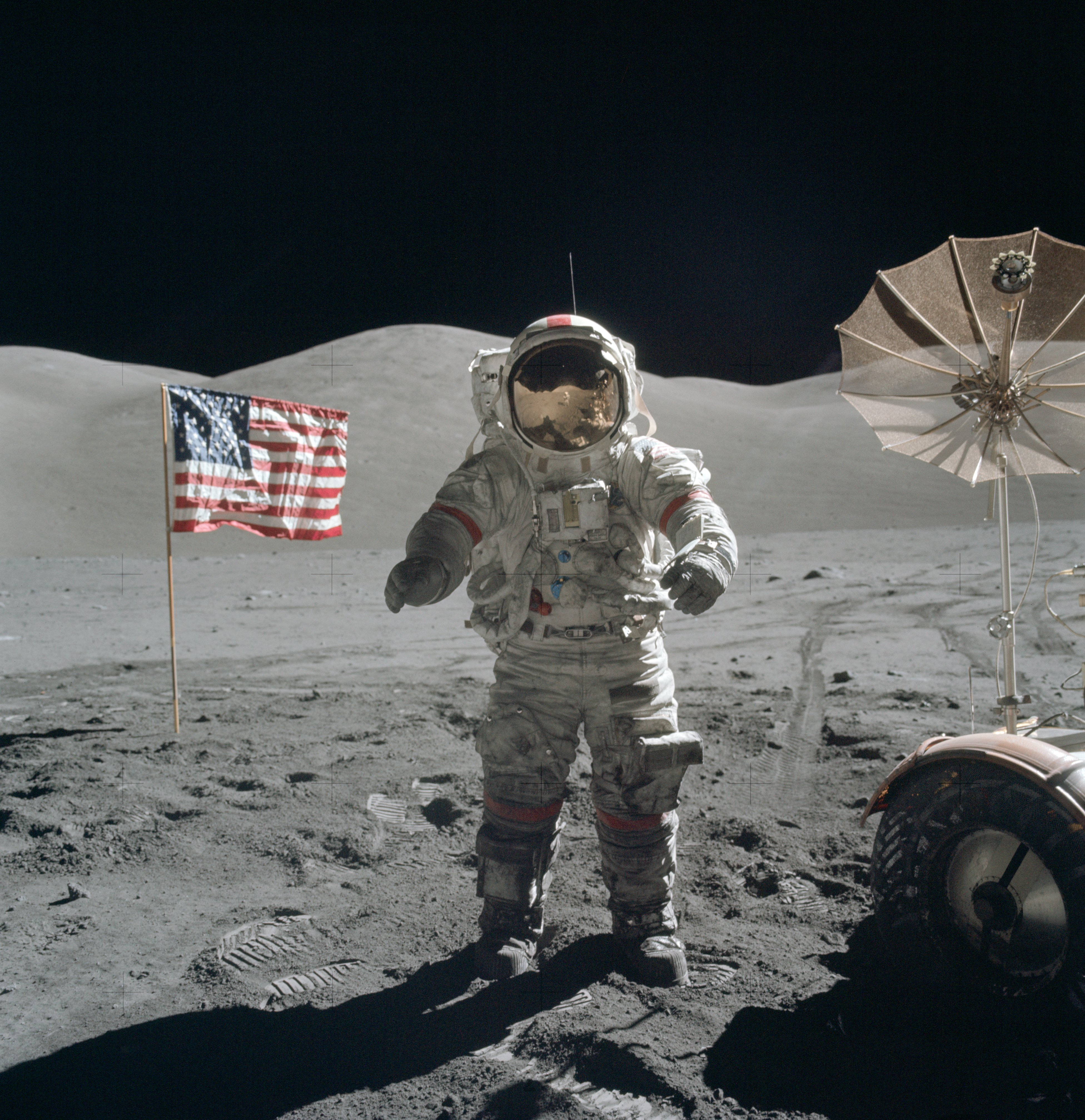
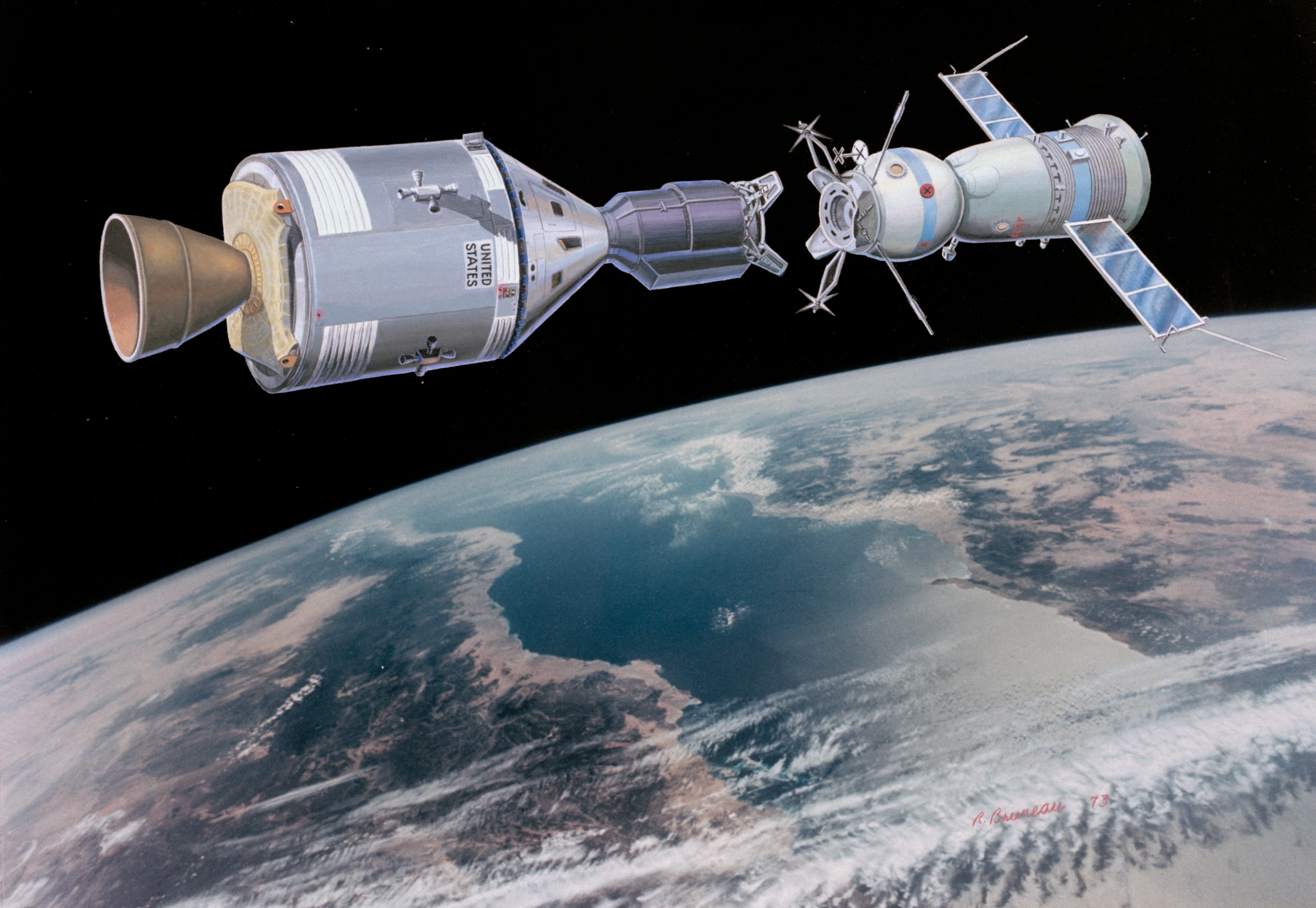
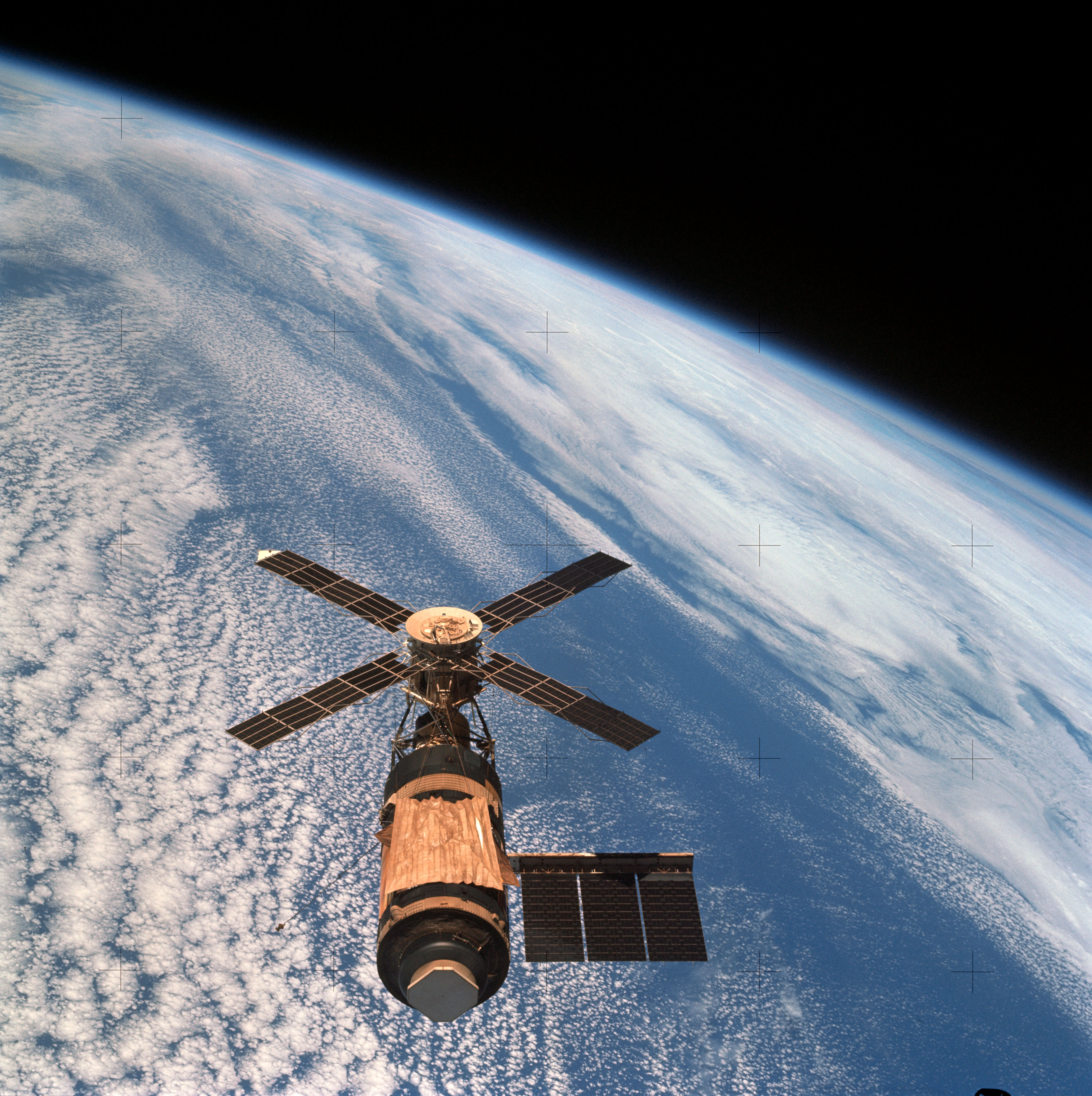
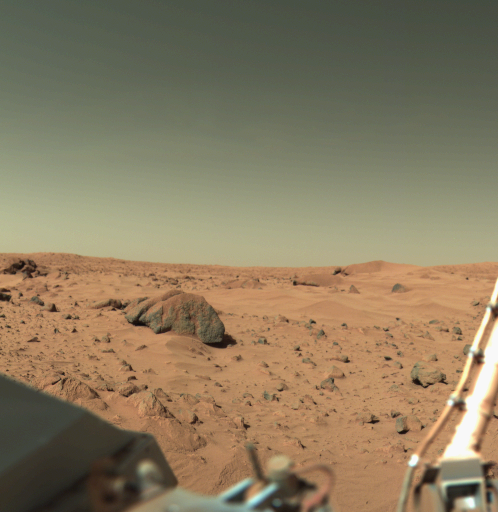
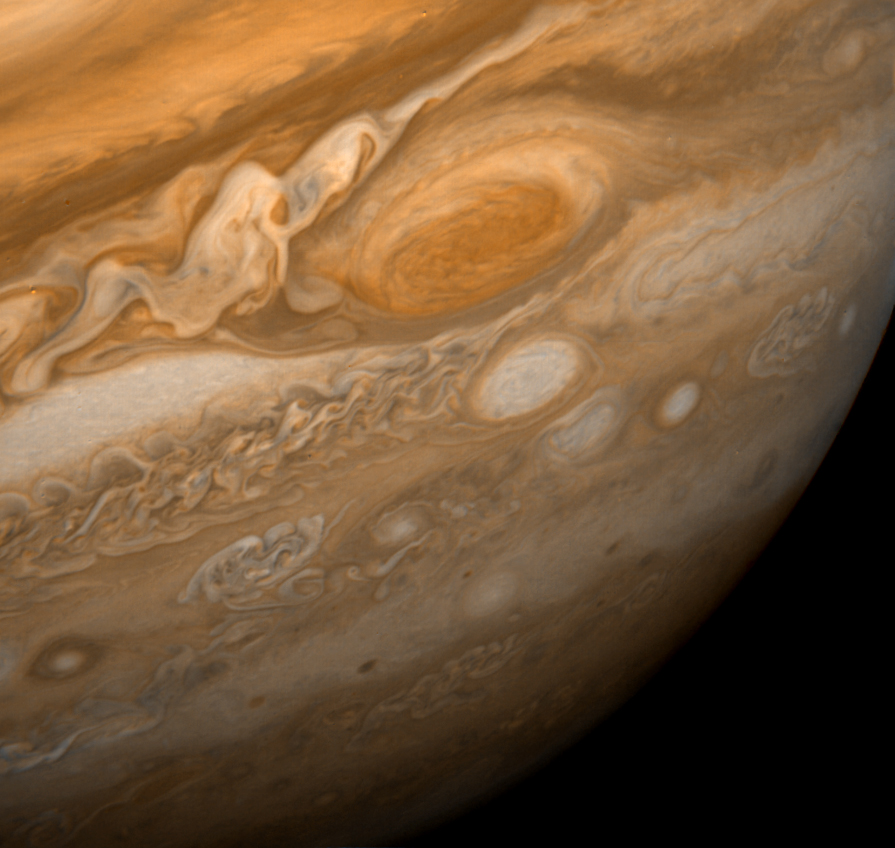

## الثقافة العامة

### الهندسة المعمارية

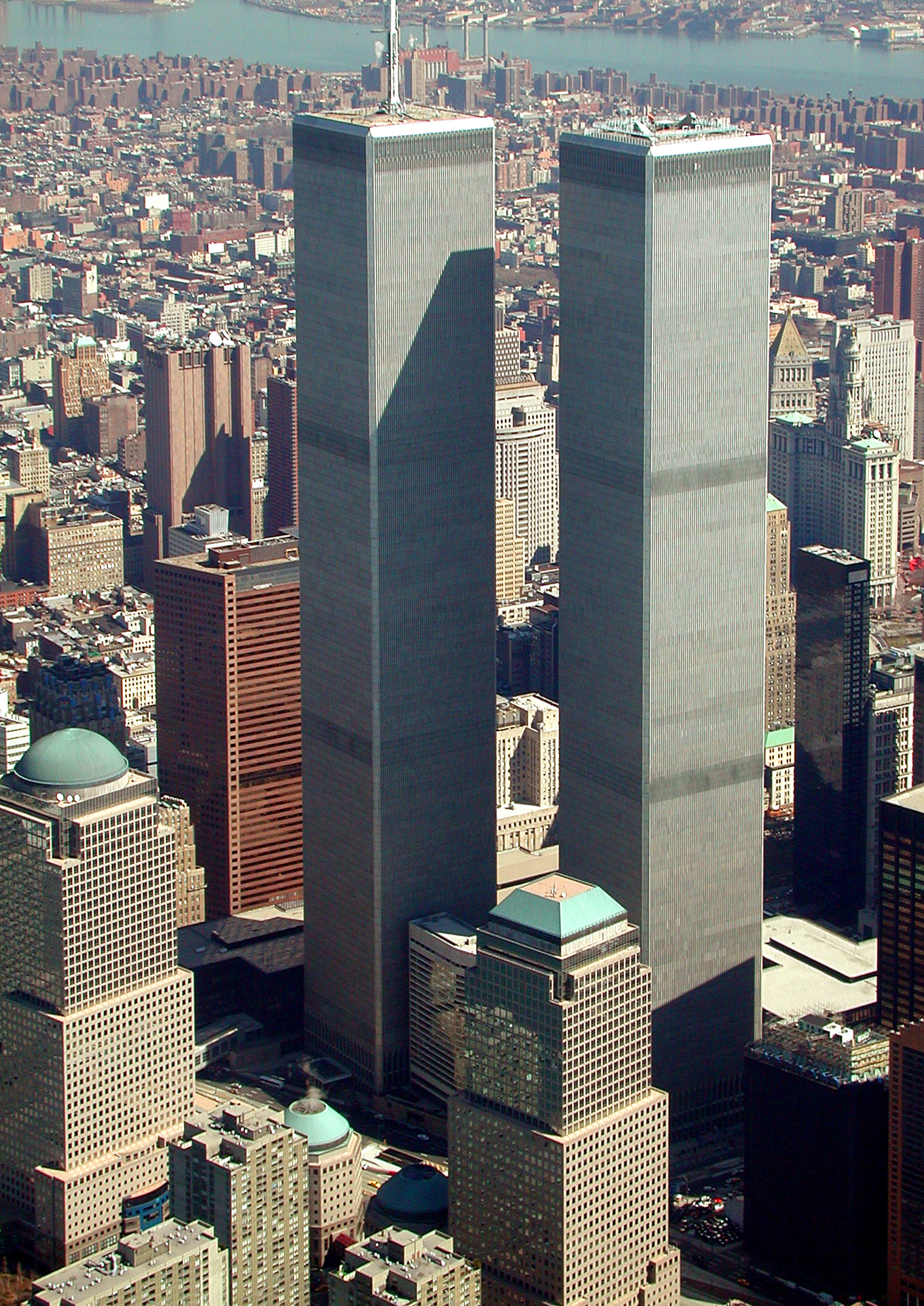
كانت أبراج مركز التجارة العالمي أطول المباني في العالم من عام 1972م إلى عام 1973م.

بدأت العمارة عقد 1970م استمراراً للأساليب التي تم إنشاؤها من قِبل المهندسين المعماريين مثل فرانك لويد رايت ولودفيغ ميتس فان دير روه. في أوائل العقد تنافس العديد من المهندسين المعماريين لبناء أطول مبنى في العالم. ومن بين هذه المباني، أبرزها مركز جون هانكوك وبرج سيرز في شيكاغو، وكلاهما صممه بروس غراهام وفازلور خان، وأبراج مركز التجارة العالمي في نيويورك من قِبل المهندس المعماري الأمريكي مينورو ياماساكي. كما جلب العقد التجريب في التصميم الهندسي وفن البوب، وما بعد الحداثة، والتفكيك المبكر.
تميزت اتجاهات التصميم في السبعينيات من القرن العشرين بردود فعل عنيفة ضد الألوان الزاهية والمستقبلية في الخمسينيات والستينيات وارتفاع شعبية الألوان الداكنة التُرابية مع الاستخدام المكثف للبني والأخضر والأرجواني والبرتقالي. كان ديكور الخشب والألواح جزءاً لا يتجزأ من عقد 1970م التصميم الداخلي كذلك.
في عام 1974م تم الانتهاء من بناء لويس كان الأخير والأكثر شهرة، مبنى الجمعية الوطنية في دكا، بنغلاديش. جلب استخدام المبنى للمساحات المفتوحة والهندسة الرائدة اهتماماً نادراً إلى الدولة الصغيرة في جنوب آسيا. قام مركز سيتيكورب هيو ستوبينزبثور في دمج الألواح الشمسية في مباني المكاتب. جلبت السبعينيات المزيد من التجارب في بناء الزجاج والصلب والتصميم الهندسي. المهندس المعماري الصيني الأول .M. بيجون هانكوك برج في بوسطن، ماساتشوستس، هو مثال على الرغم من مثل العديد من المباني في ذلك الوقت، وكان التجريب معيبة والألواح الزجاجية سقطت من الواجهة.

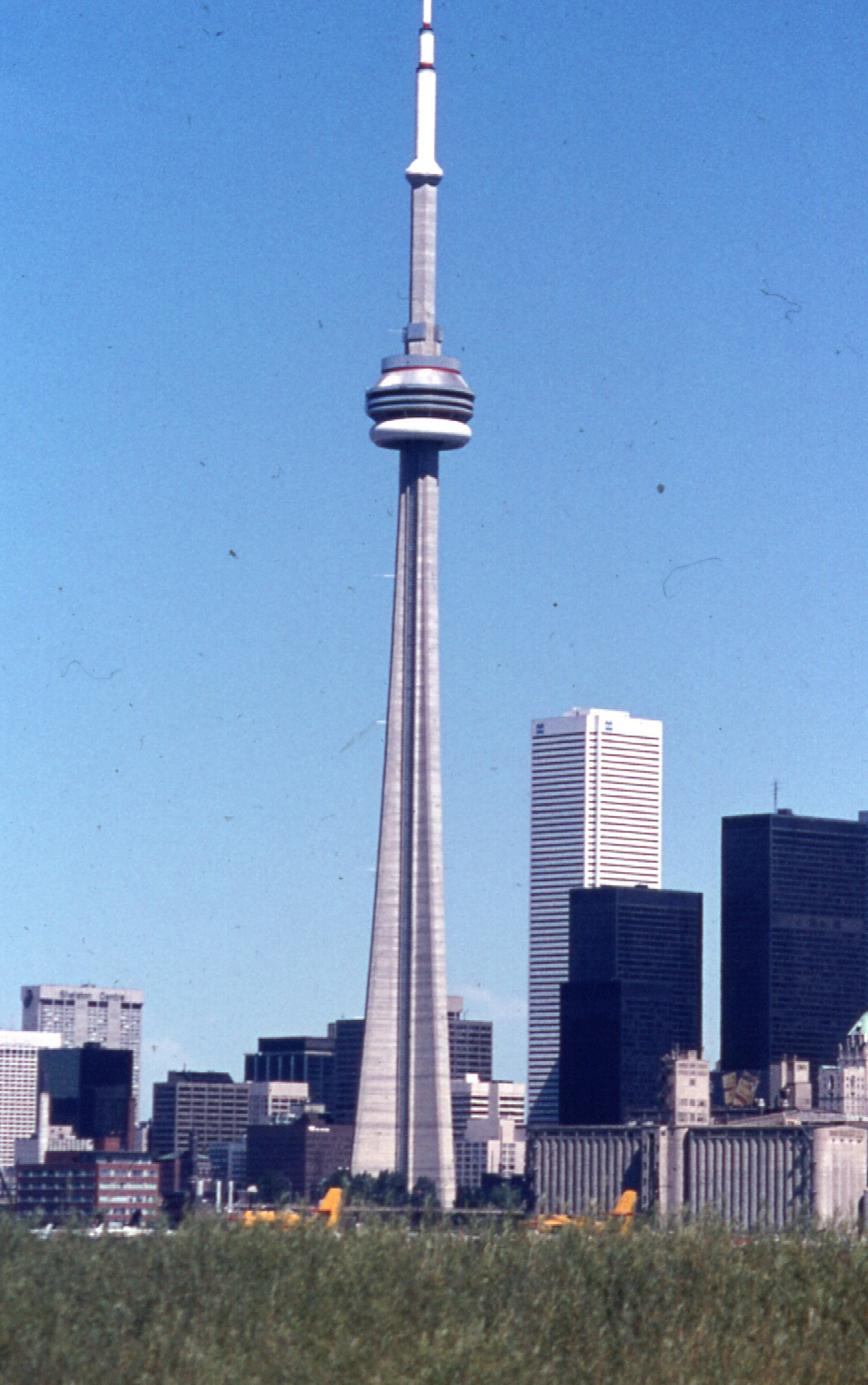
تم الانتهاء من برج سي إن في عام 1976م، ليصبح أطول مبنى قائم بذاته في العالم.

في عام 1976م، أصبح برج سي إن المكتمل في تورونتو أطول مبنى قائم بذاته في العالم على الأرض، وهو شرف كان يحمله حتى عام 2007م. حقيقة أنه لم يتم بناء برج أطول بين بناء برج سي إن وبرج خليفة يُظهر مدى الابتكار في الهندسة والهندسة للهيكل.
وانتقد العمارة الحديثة على نحو متزايد كما ذهب العقد من وجهة نظر المهندسين المعماريين ما بعد الحداثة، مثل فيليب جونسون، تشارلز مور، ومايكل غريفز، الذي دعا إلى العودة إلى أساليب ما قبل الحديثة من العمارة ودمج عناصر البوب كوسيلة للتواصل مع الجمهور الأوسع. ودعا مهندسون معماريون آخرون، مثل بيتر أيزنمان من نيويورك فايف، إلى السعي وراء الشكل من أجل الشكل واعتمدوا على نظرية السيميائية للحصول على الدعم.
«التكنولوجيا العالية» العمارة تحركت إلى الأمام كما أن باكمينستر فولر واصل تجاربه في القِباب الجيوديسية في حين أن مركز بومبيدو جورج، صممه رينزو بيانو وريتشارد روجرز، الذي افتُتح في 1977م، كان مثالاً بارزاً. ومع اقتراب العقد من نهايته، اندلع فرانك جيري في اتجاه جديد مع منزله الخاص في سانتا مونيكا، وهو هيكل معقد للغاية، ونصف من حفر من طابق قائم ونصف بناء بثمن بَخس باستخدام مواد مثل سياج أسلاك الدجاج.
تم اكتشاف شخصيات جيش التيراكوتا، التي يعود تاريخها إلى عام 210 قبل الميلاد، في عام 1974م من قِبل بعض المزارعين المحليين في منطقة لينتونغ، شيان، مقاطعة شنشي، الصين، بالقرب من ضريح الإمبراطور تشين الأول (الصينية: 秦始皇陵). في عام 1978م، عثر عمال الكهرباء في مكسيكو سيتي على بقايا الهرم الأكبر في تينوتشتيتلان في وسط المدينة.

## شخصيات
هذه قائمة بقادة الدول والمنظمات البارزة. وظلت أسماء القادة الذين يظهرون بالخط العريض في السلطة باستمرار طوال العقد.

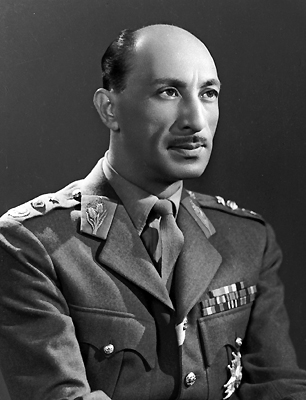
محمد ظاهر شاه أفغانستان
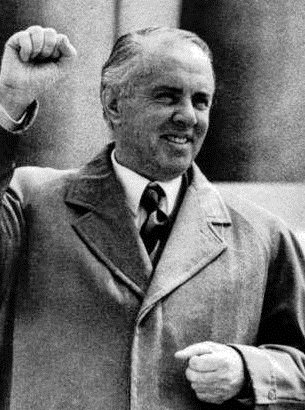
إنفر هوكها  ألبانيا
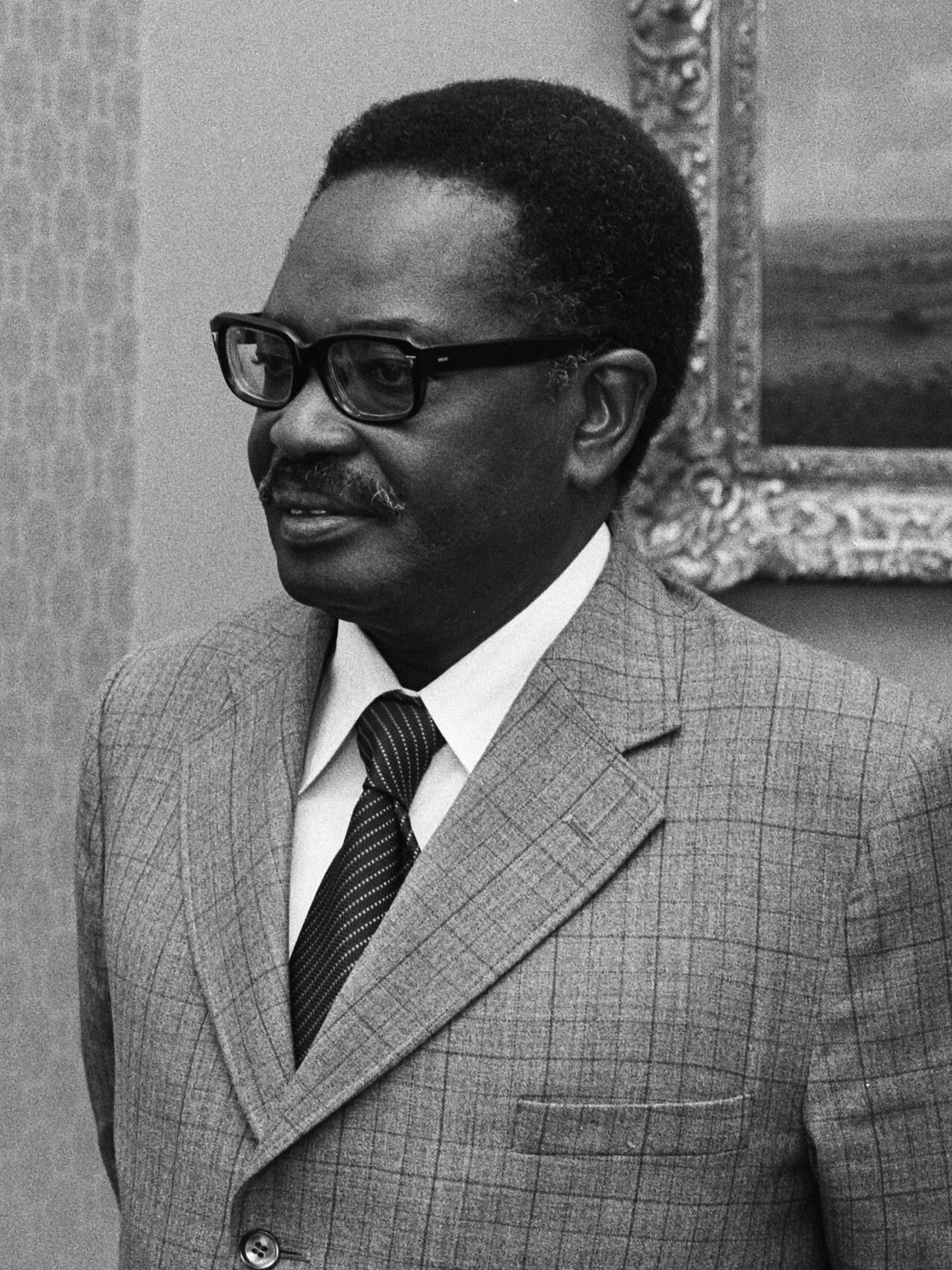
أغوستينو نيتو أنغولا
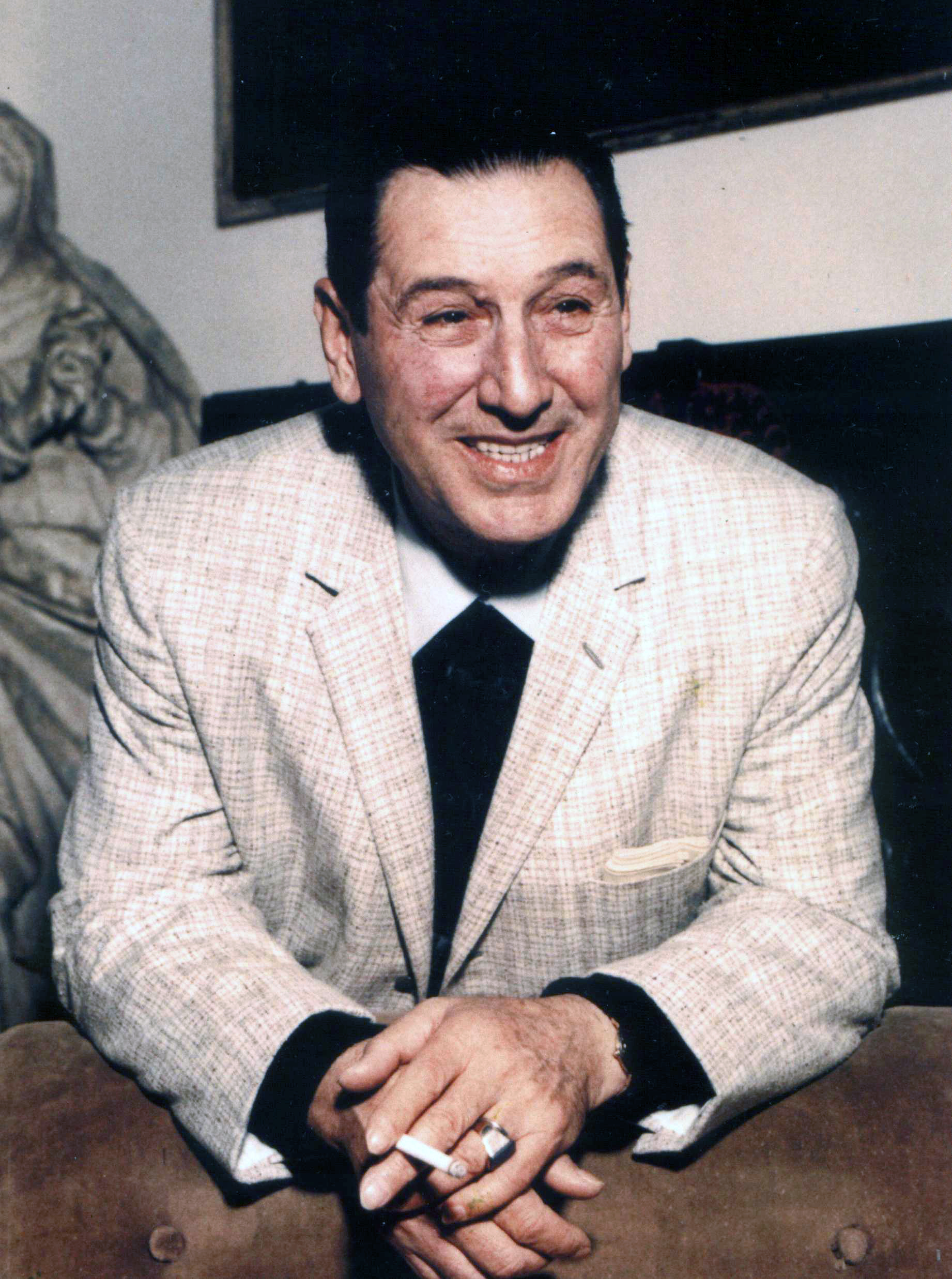
خوان بيرون الأرجنتين
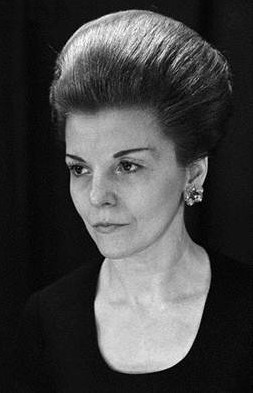
إيزابيل مارتينيز دي بيرون الأرجنتين
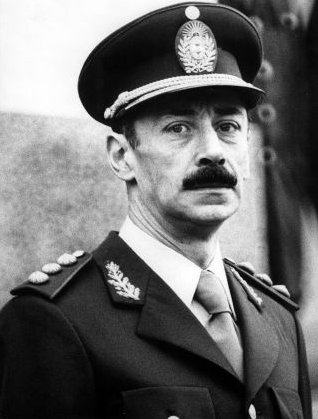
خورخي رافائيل فيديلا أرجنتين
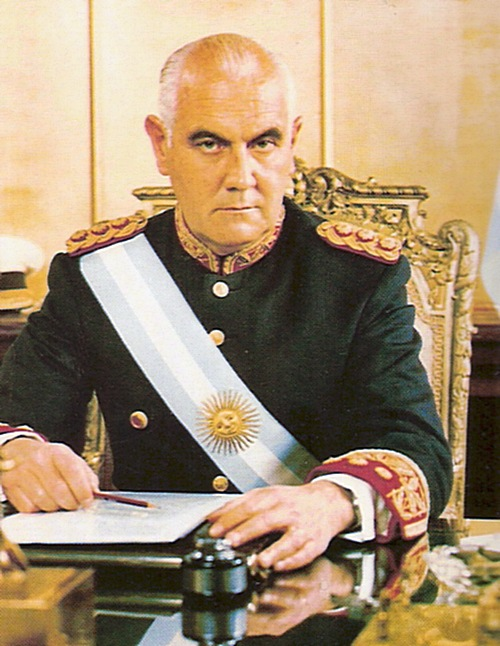
أليغاندرو أغوستين لانوسه أرجنتين
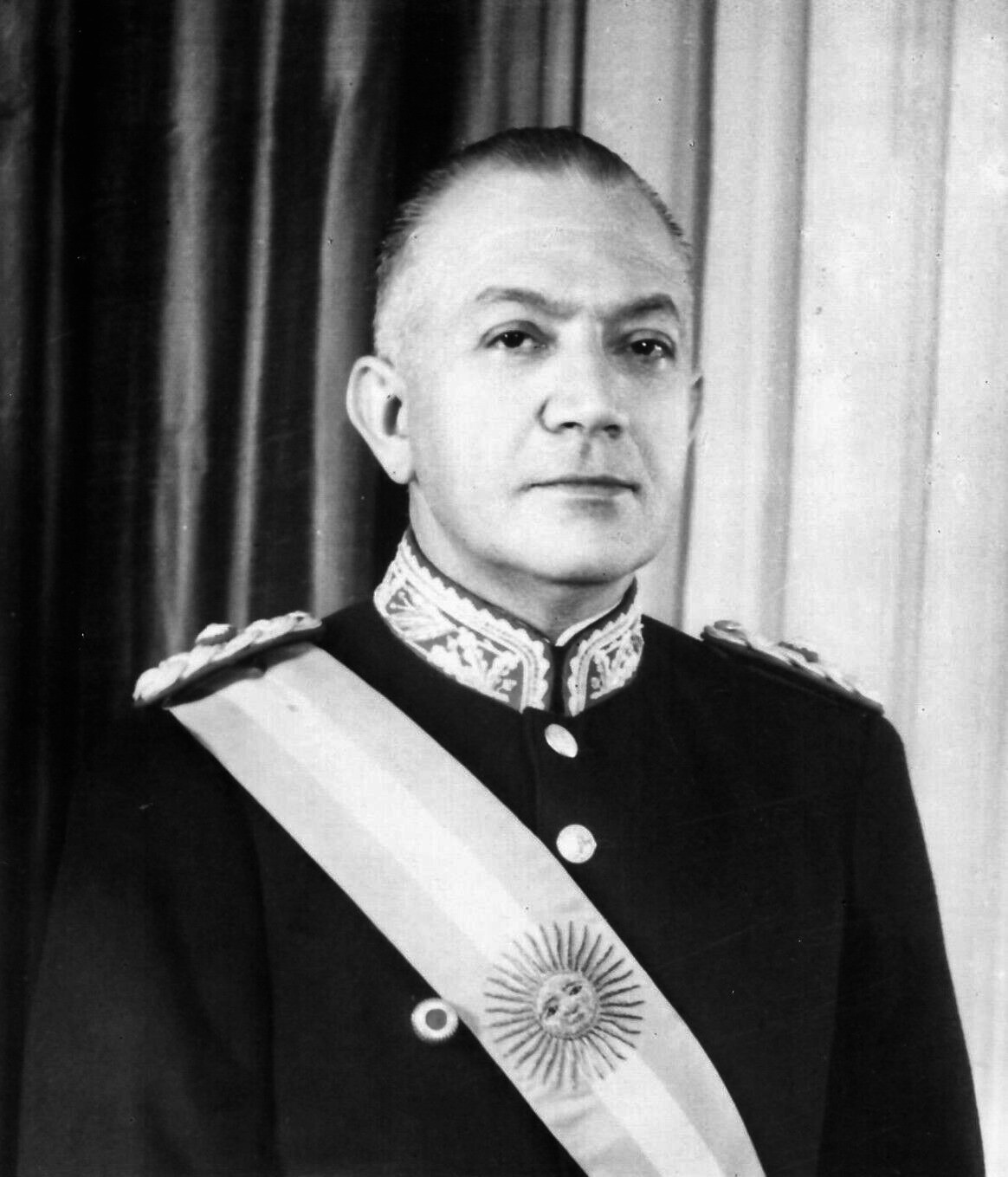
روبرتو م. ليفينغستون أرجنتين
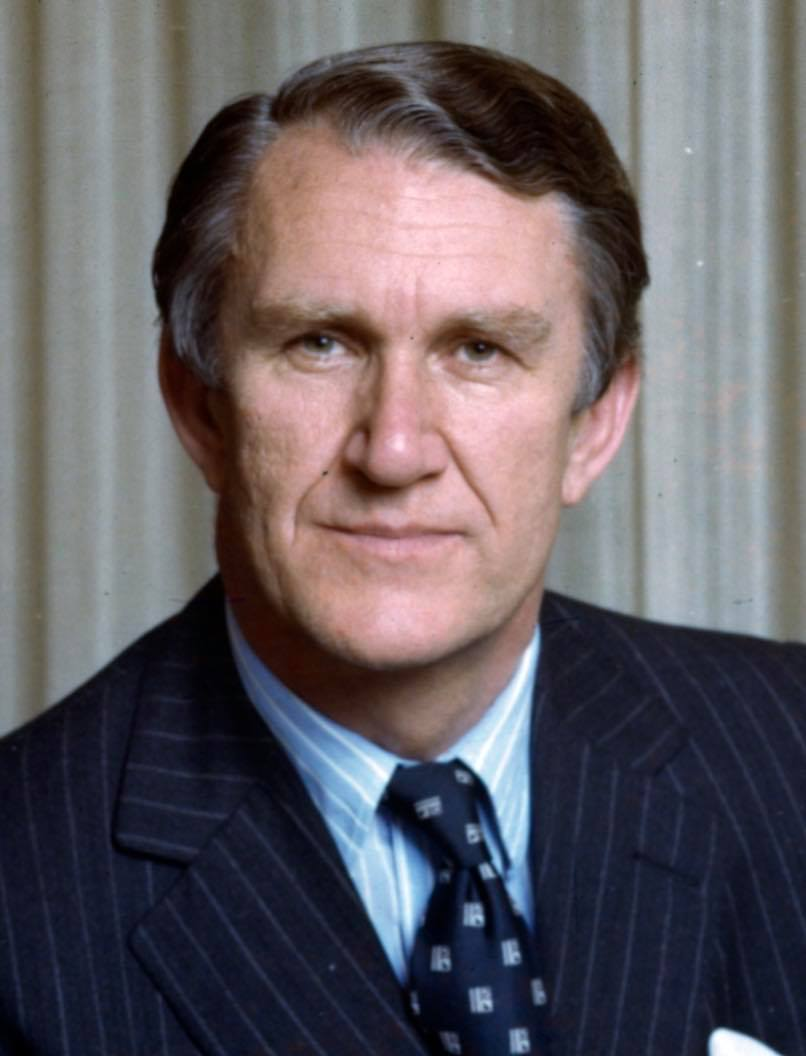
مالكولم فريزر أستراليا
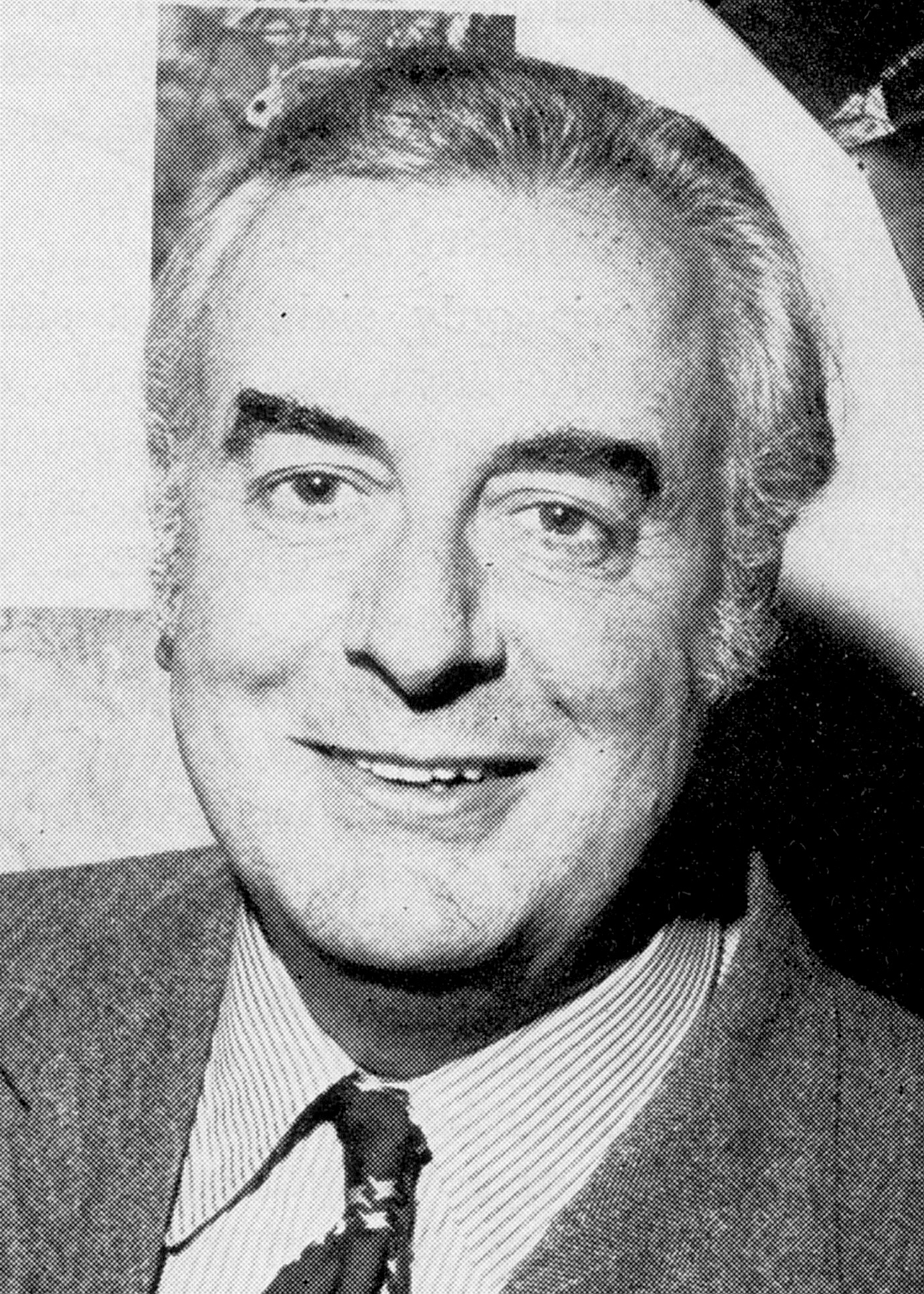
غوف وايتلام أستراليا
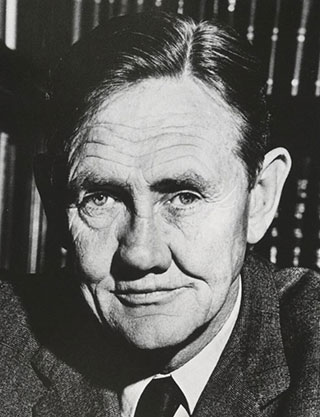
جون غورتن أستراليا
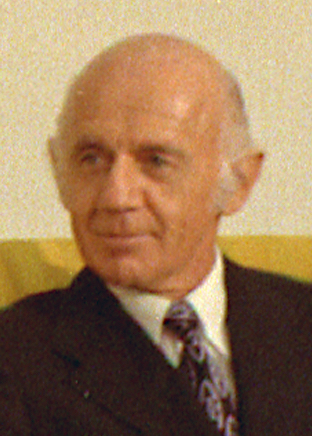
ويليام ماكماهون أستراليا
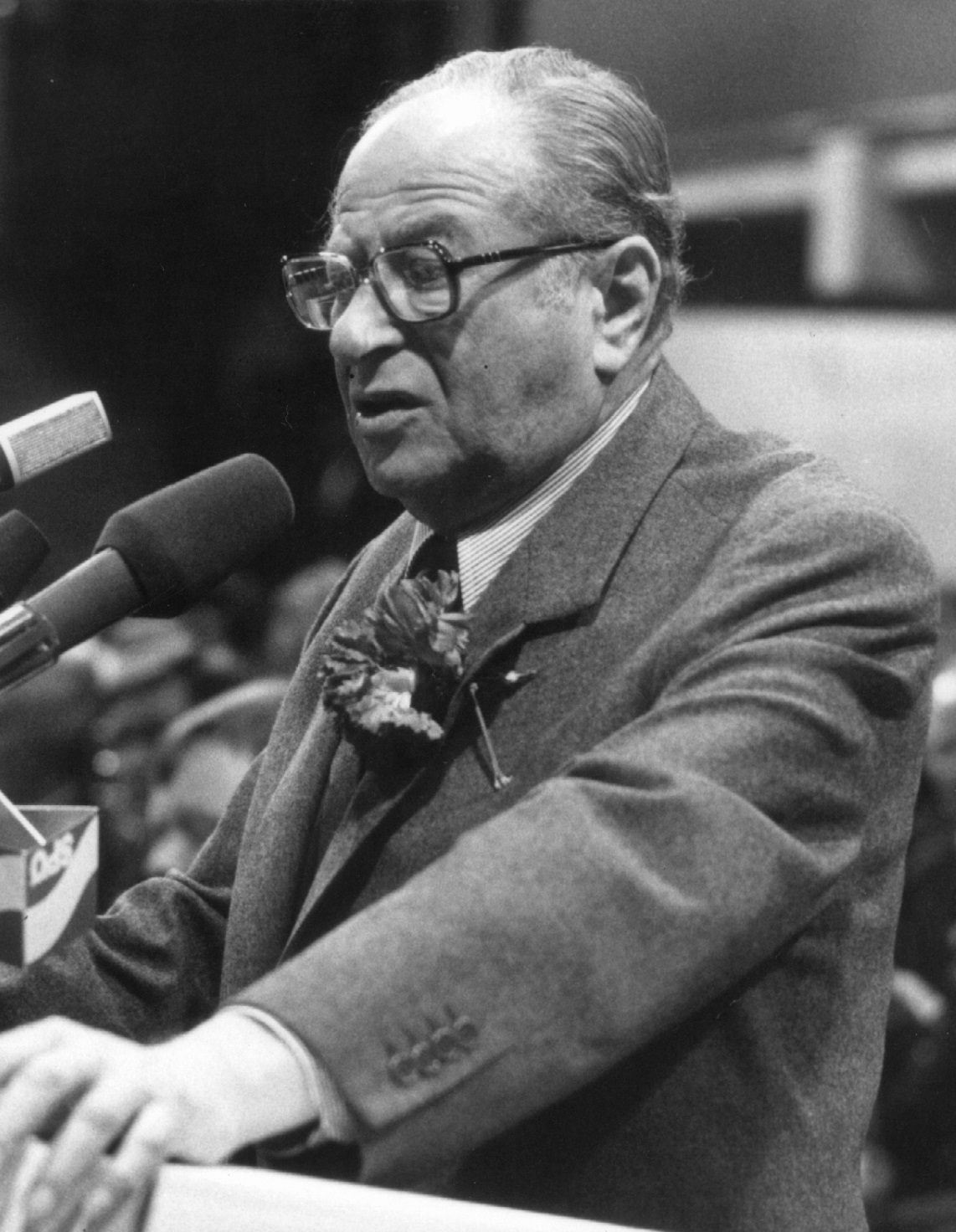
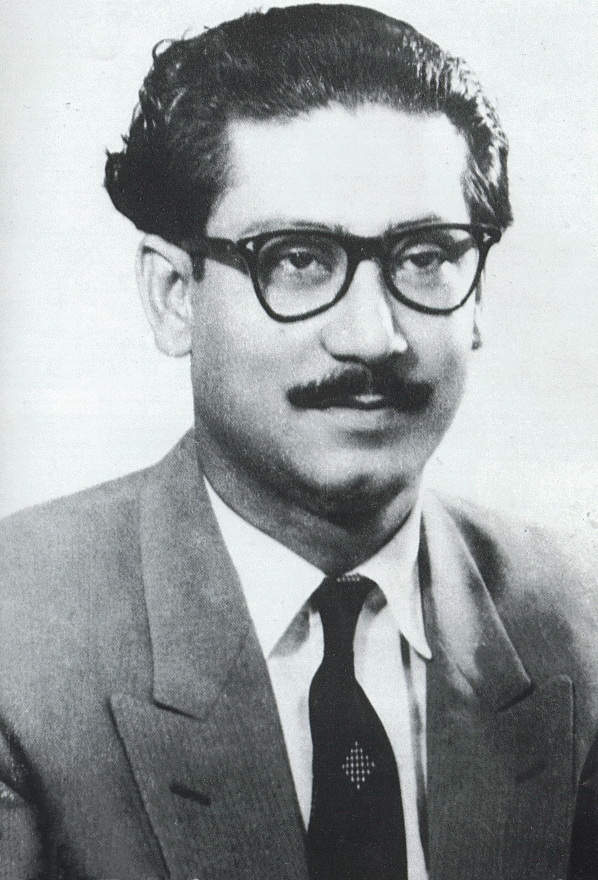
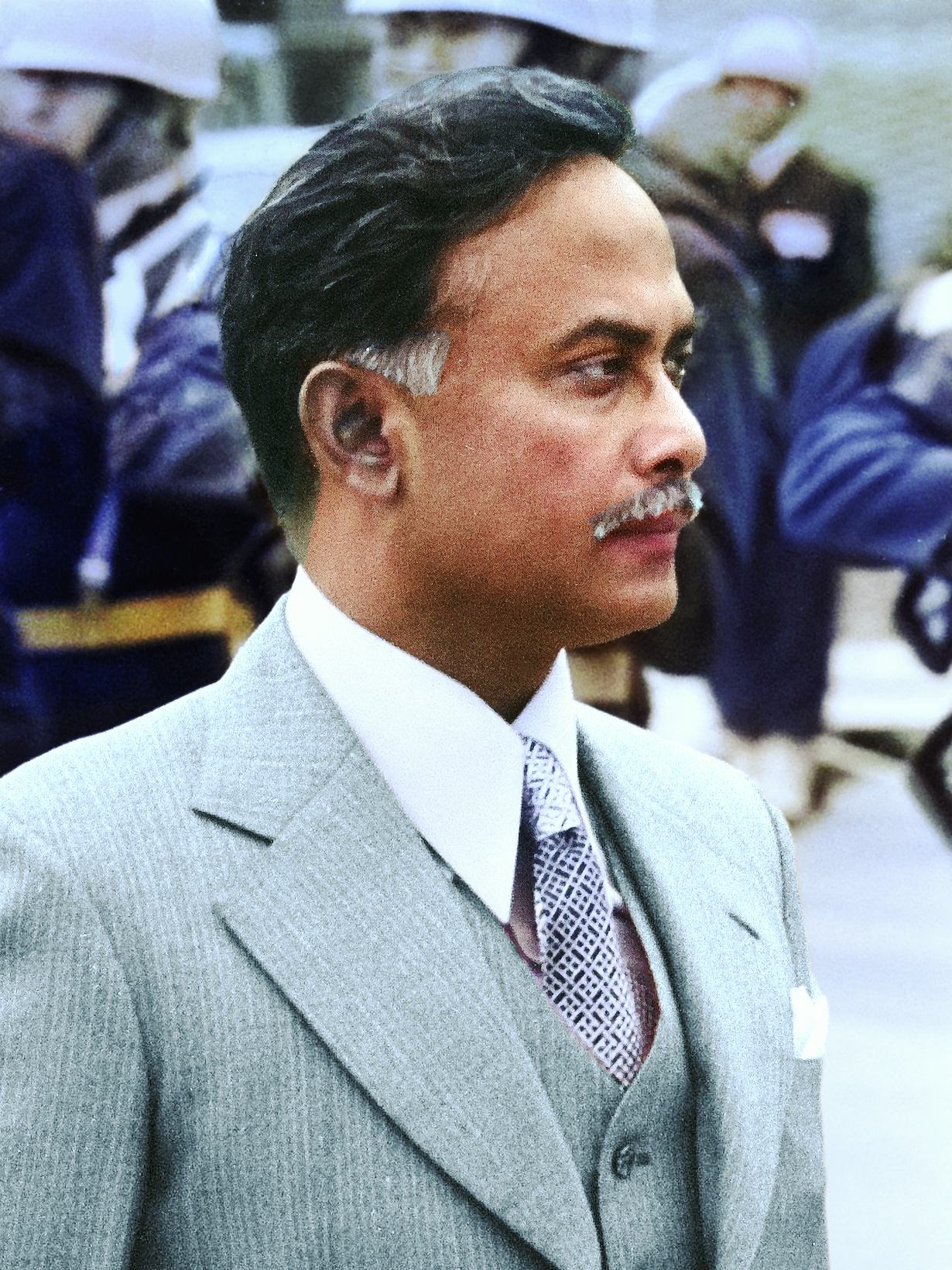
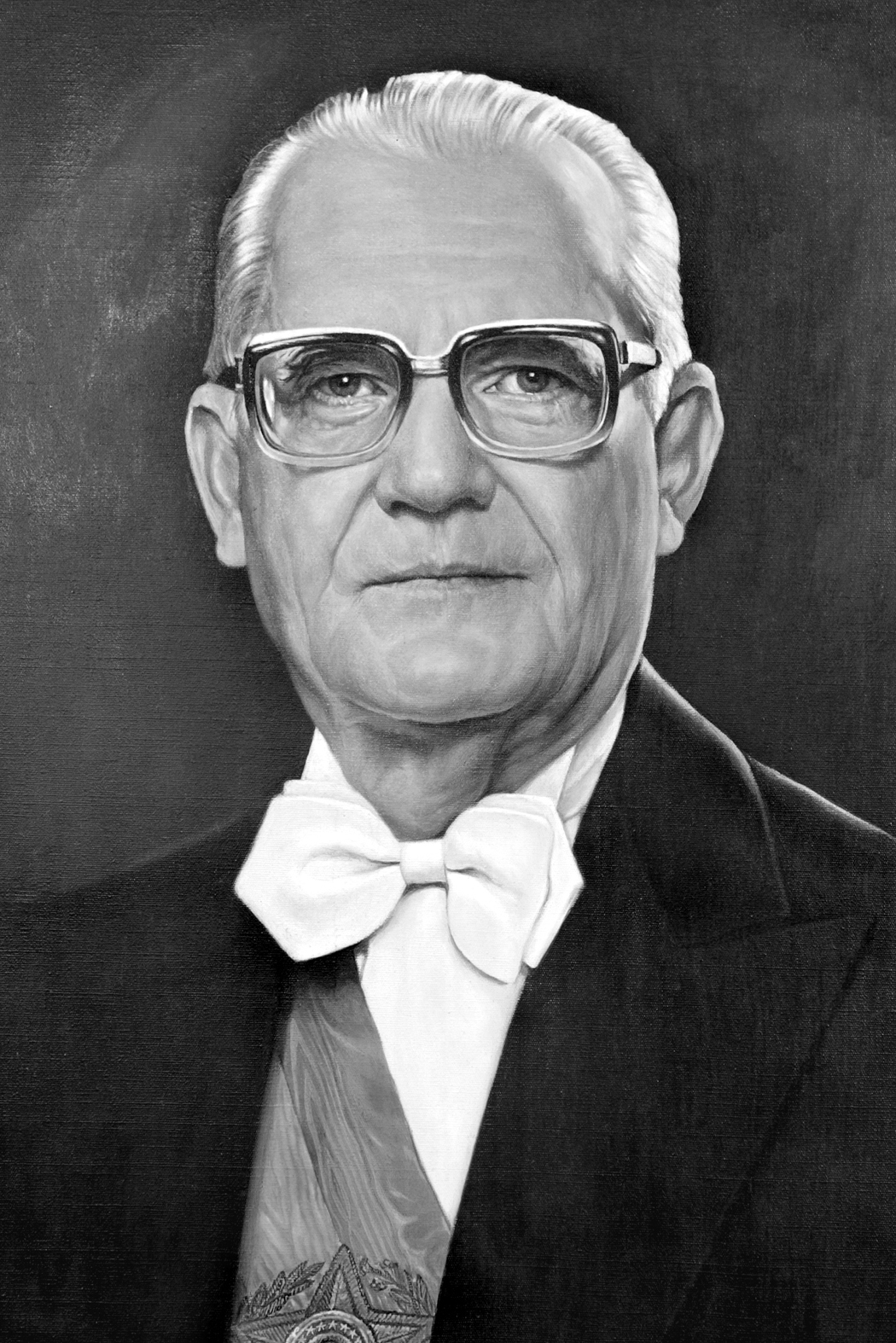
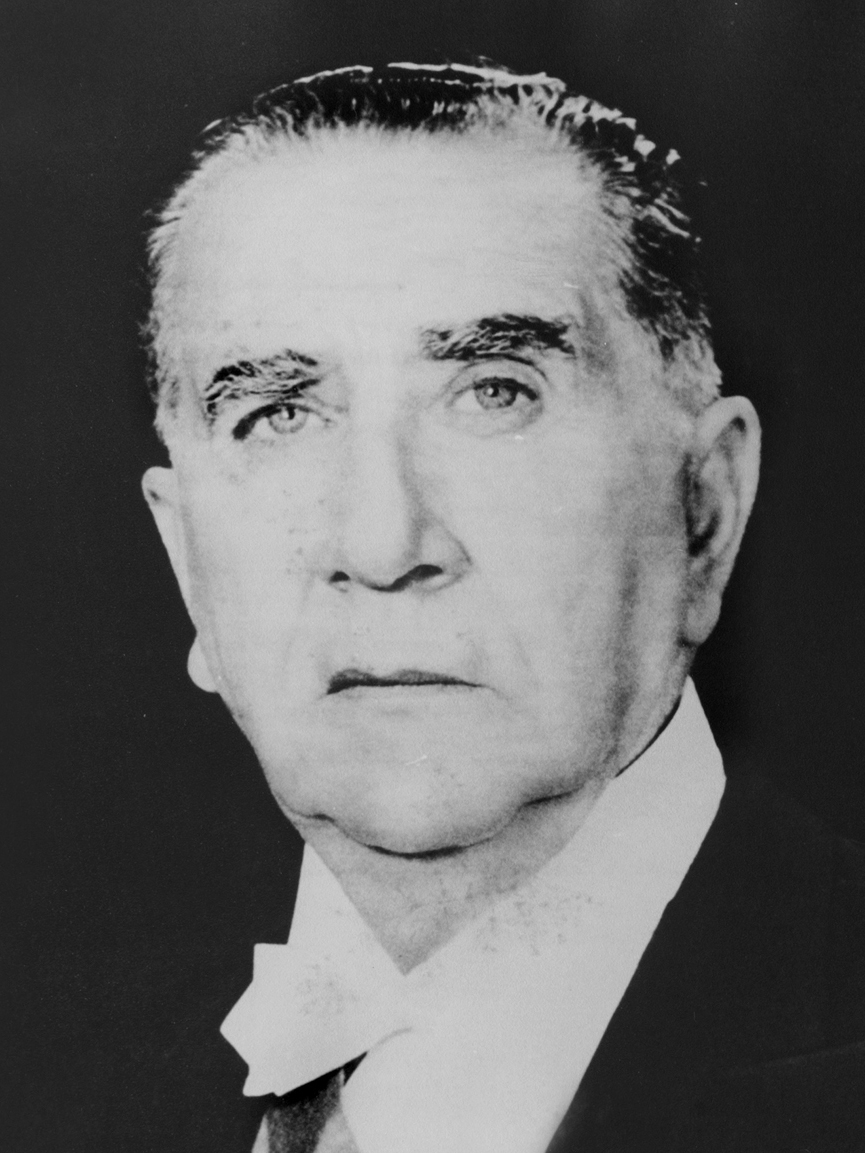
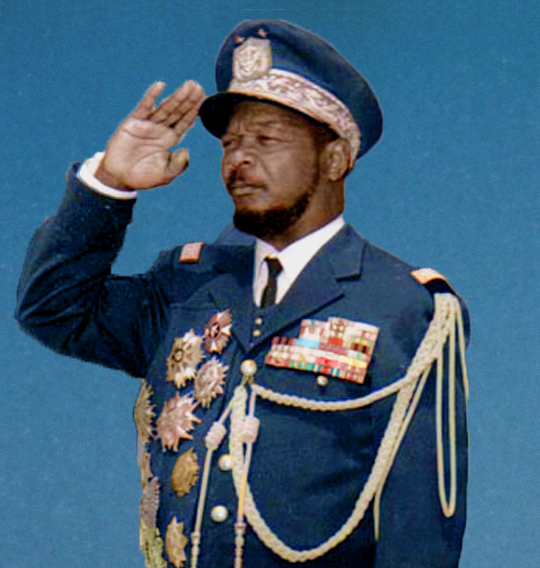
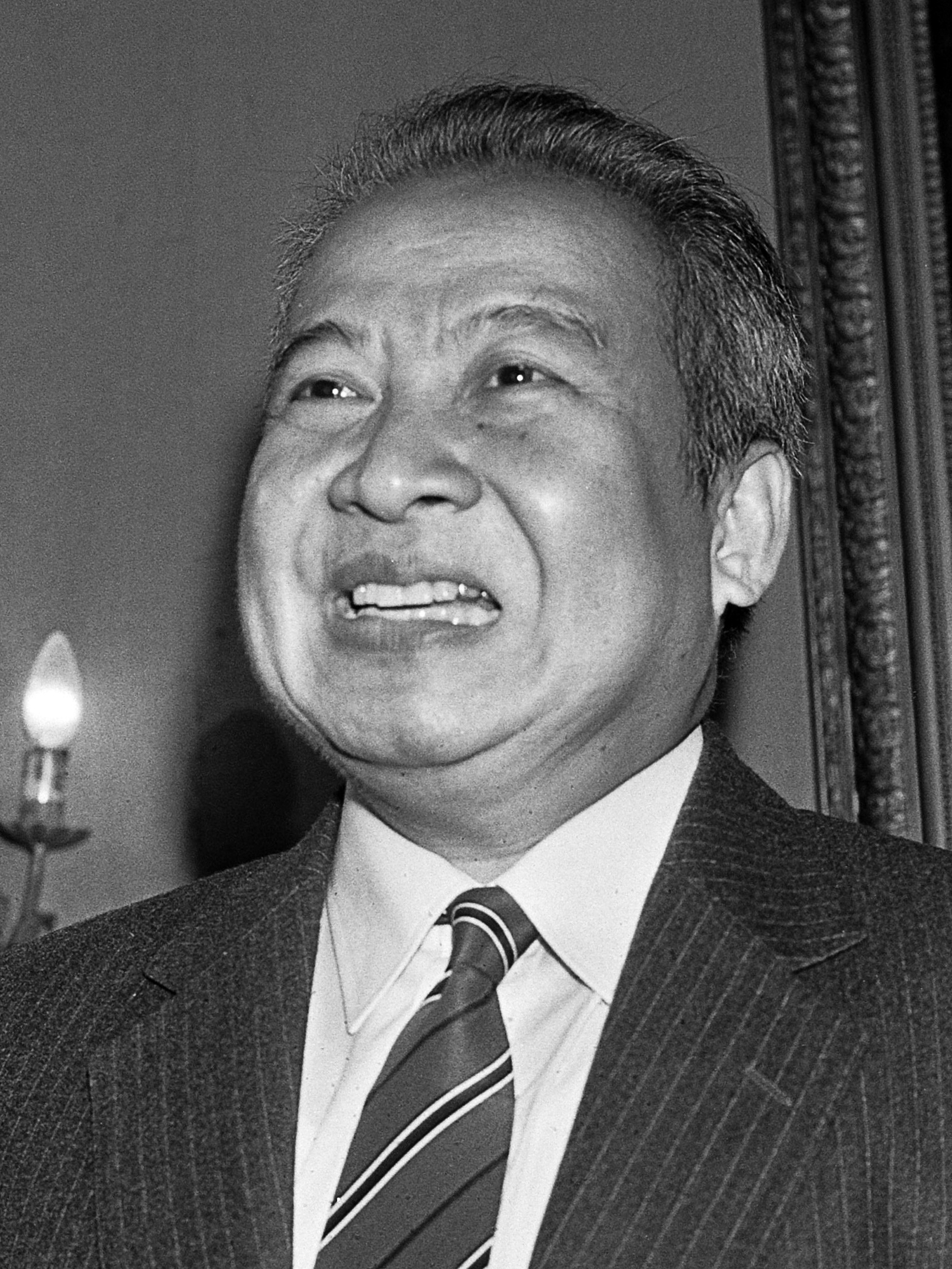
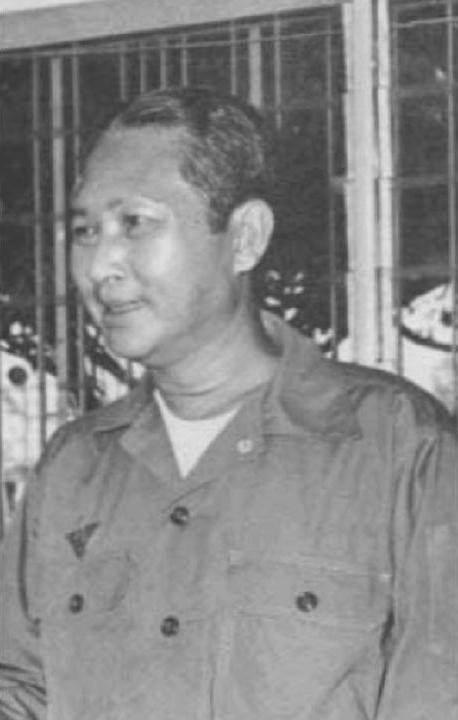
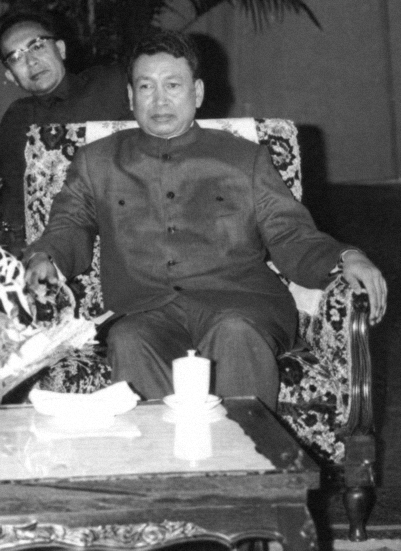
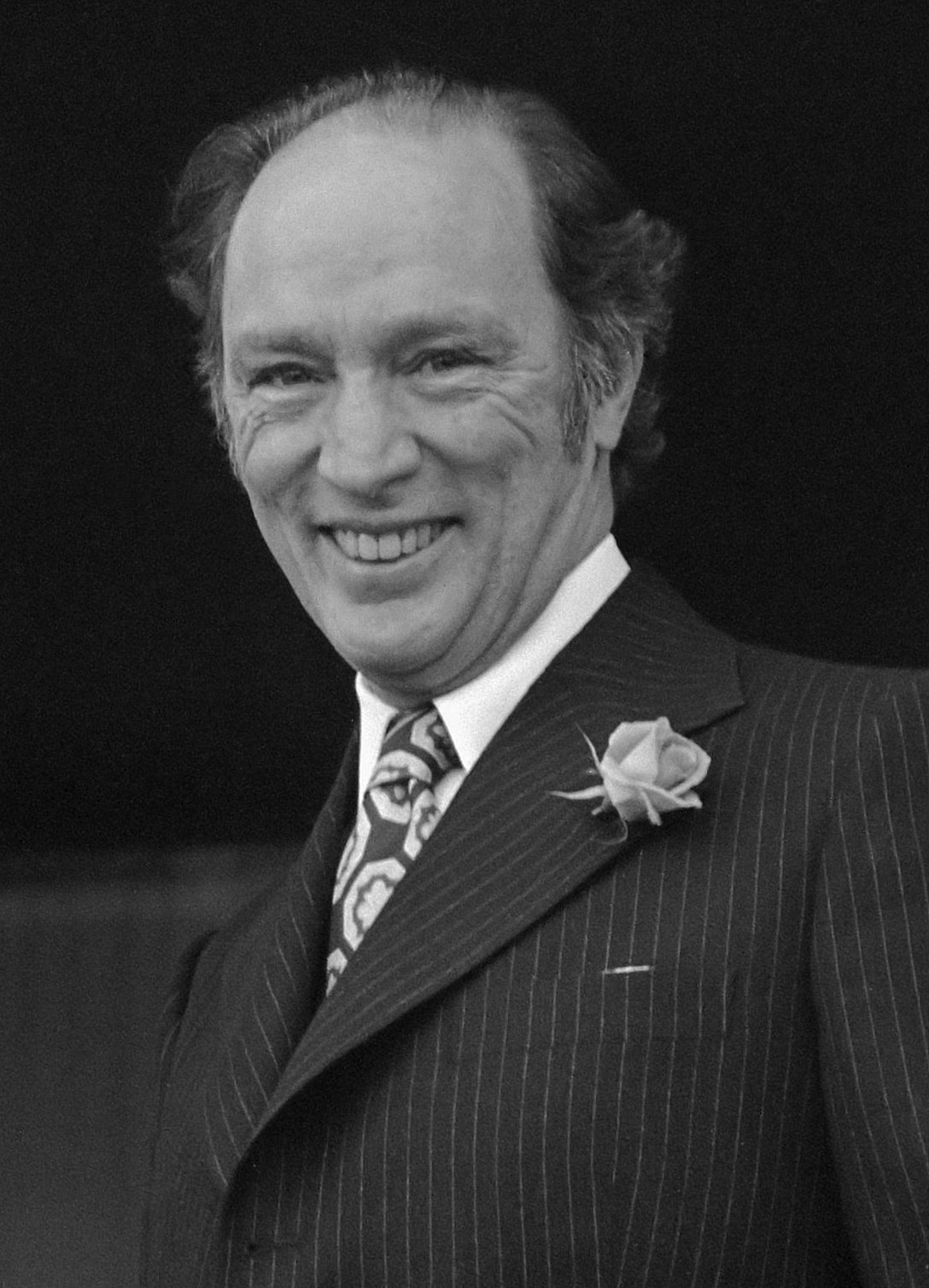
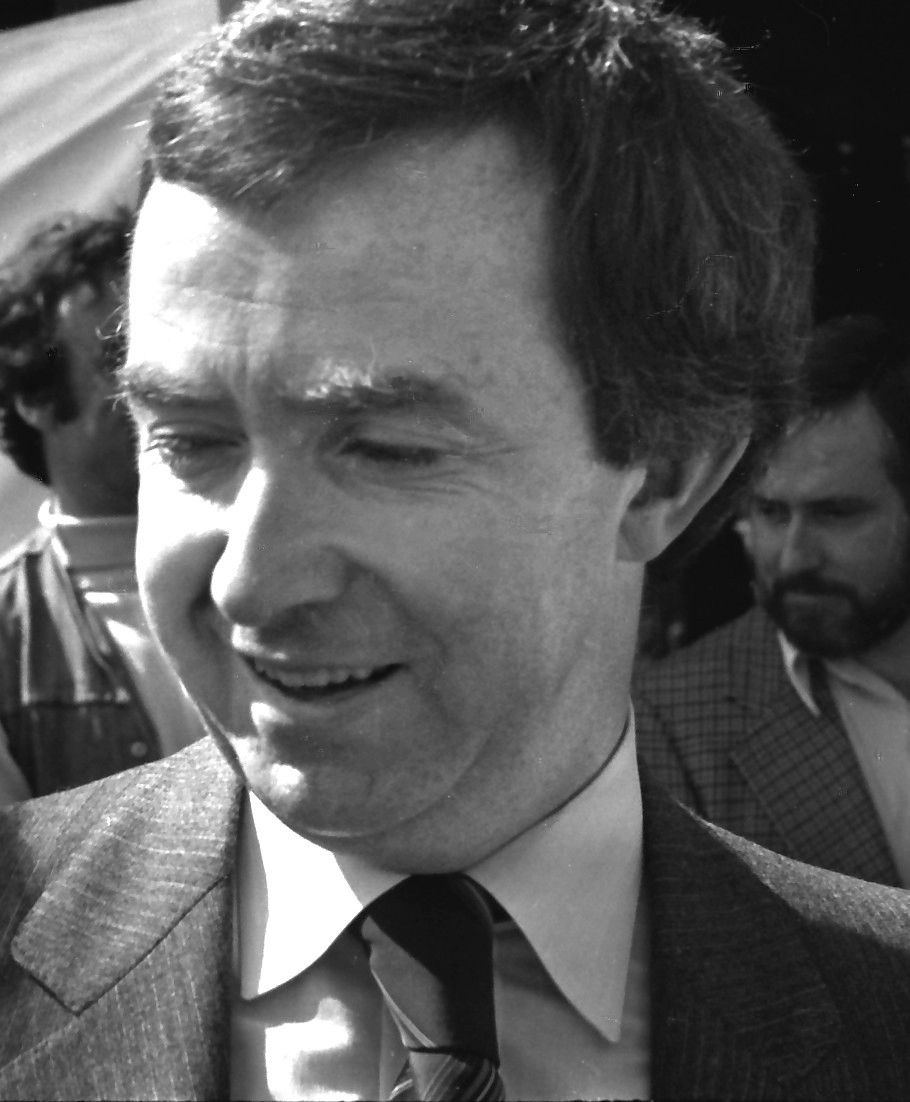
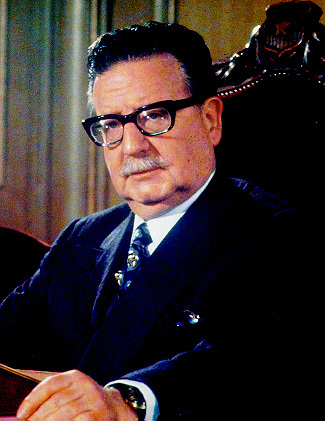
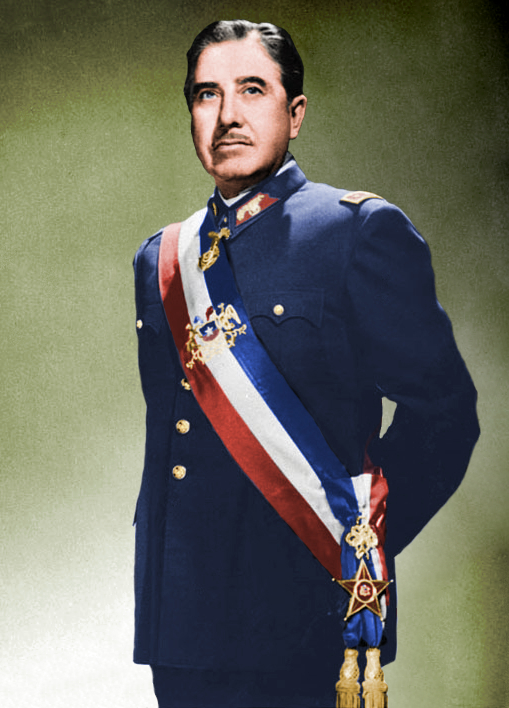
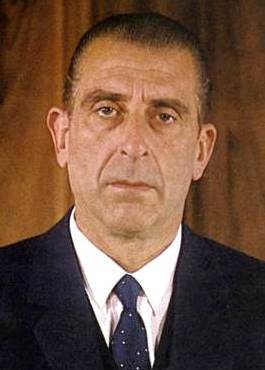
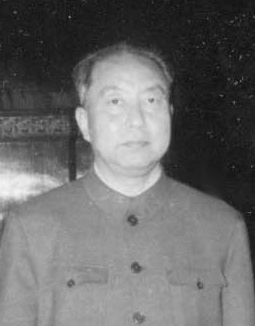
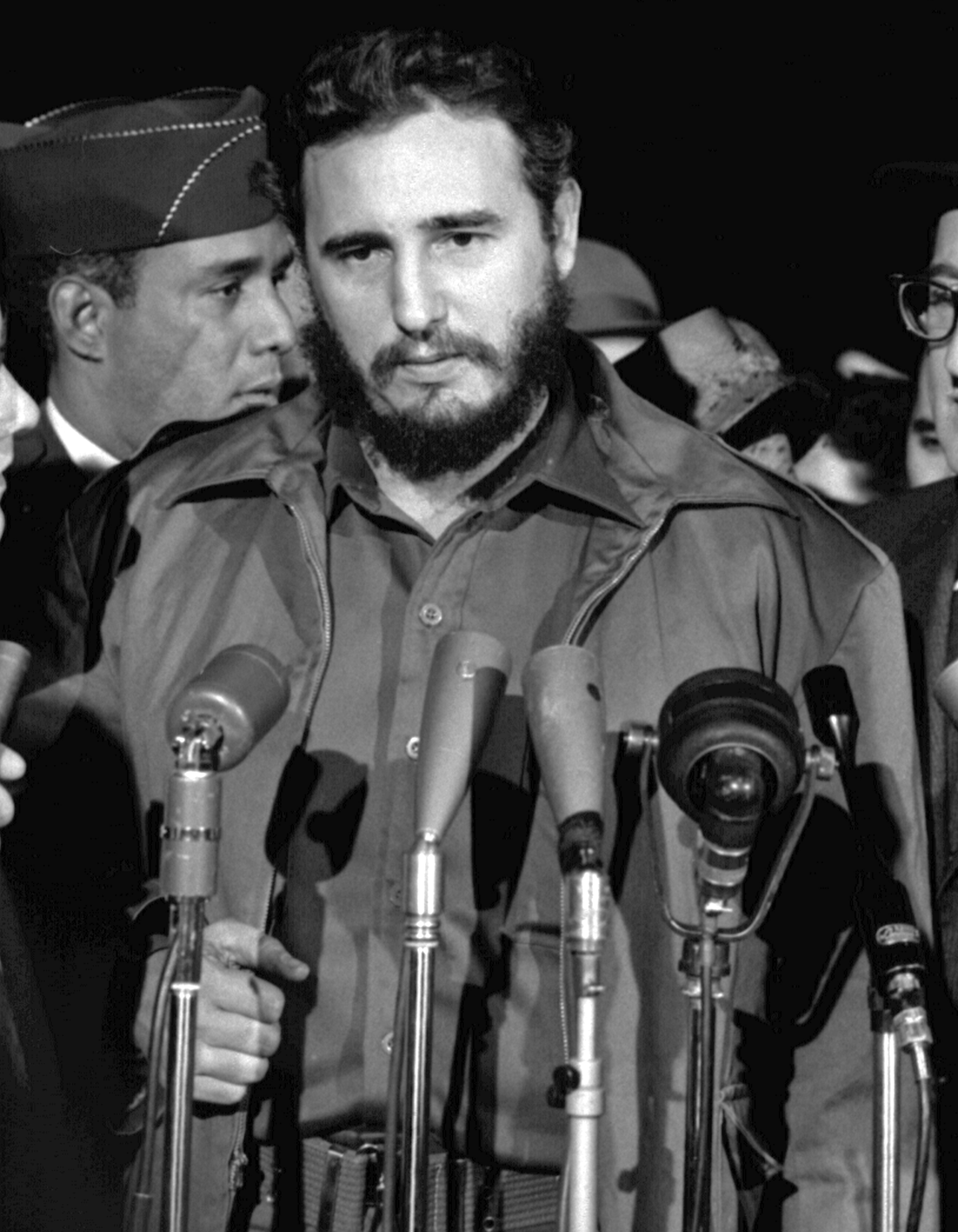
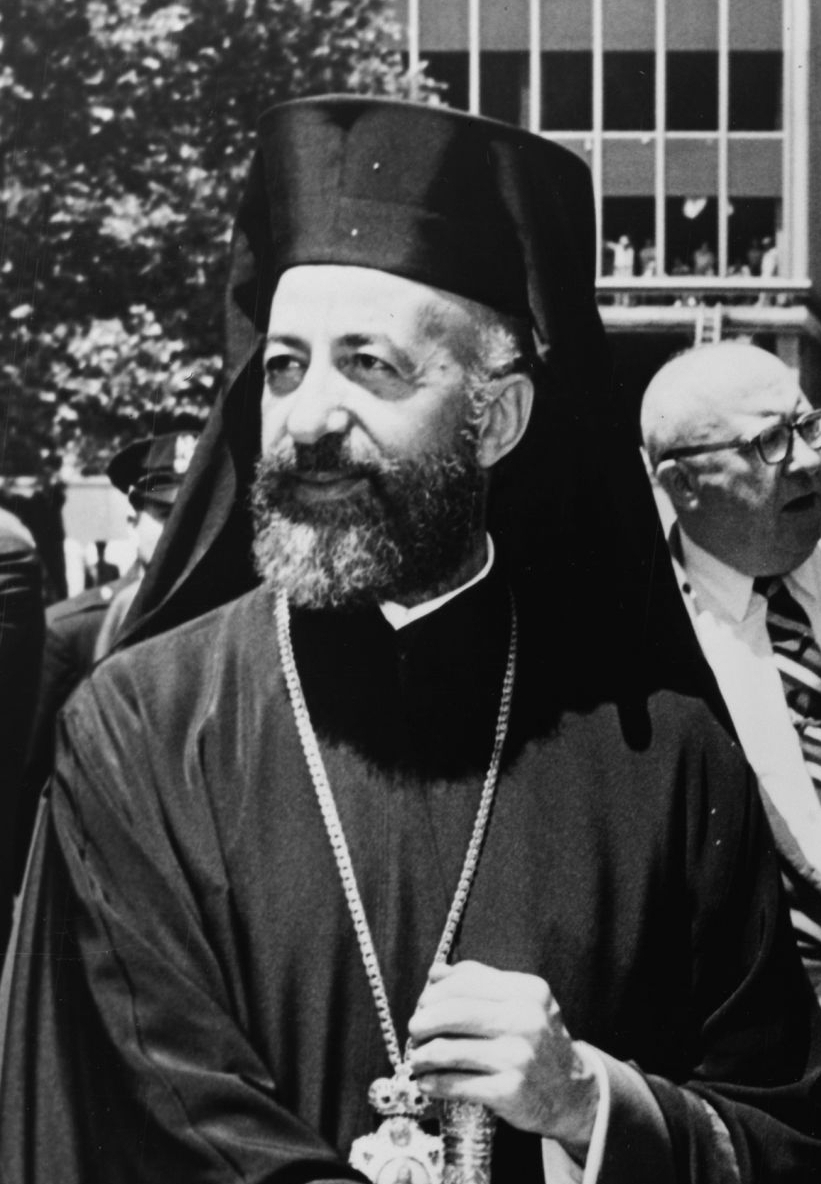
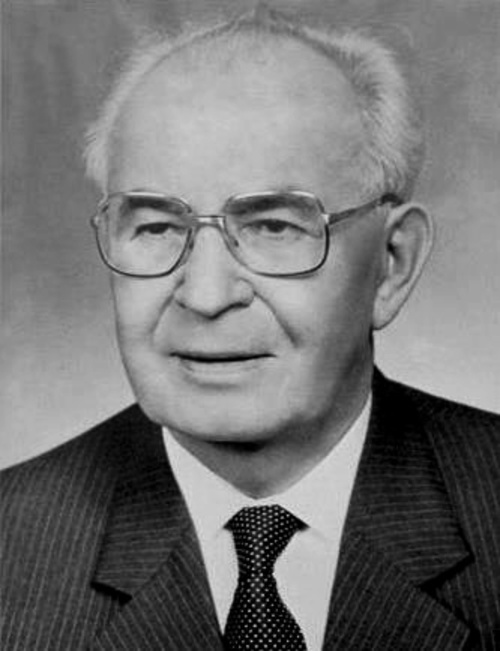
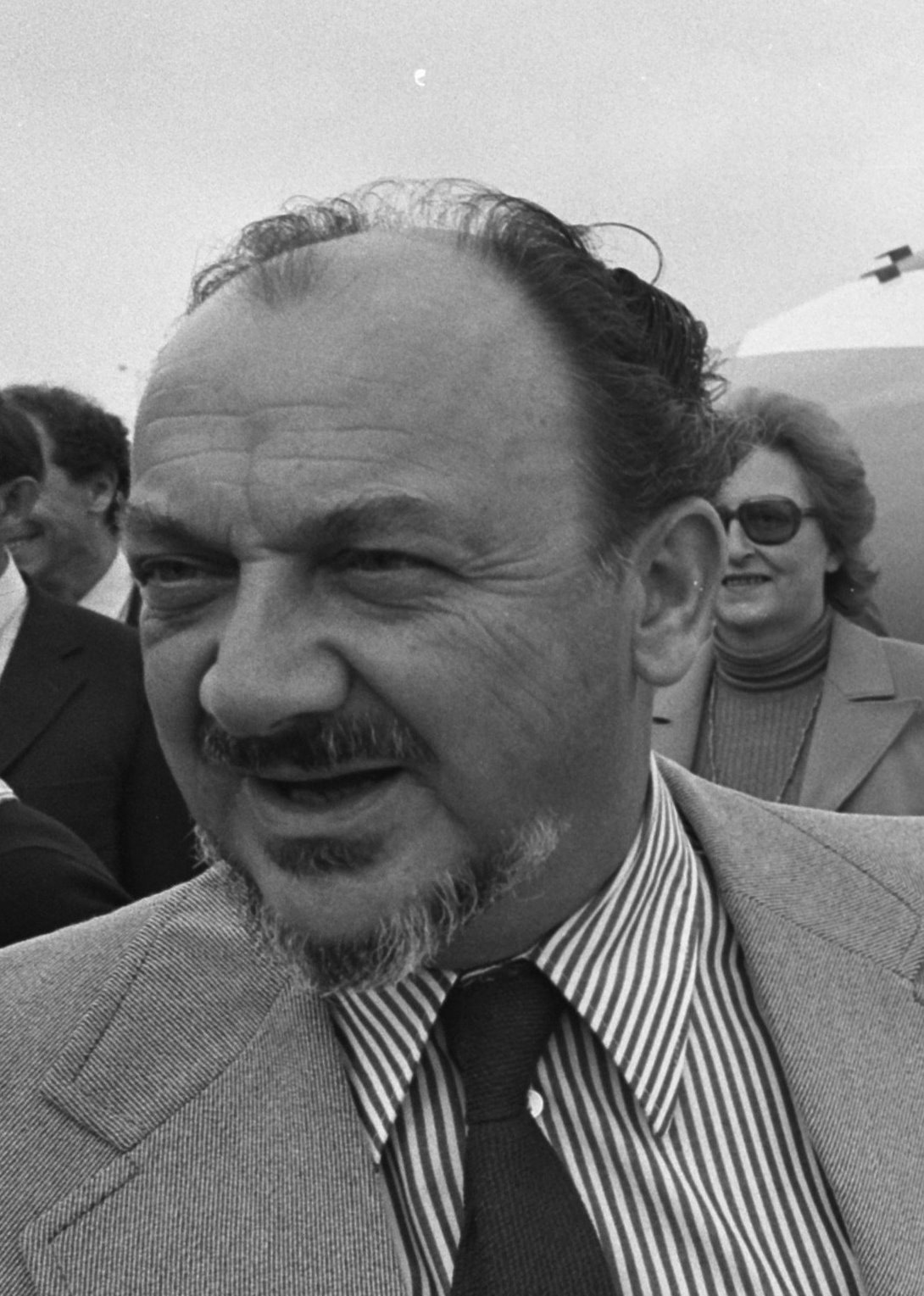
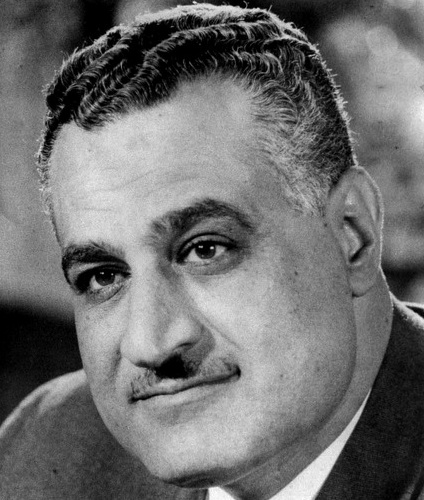
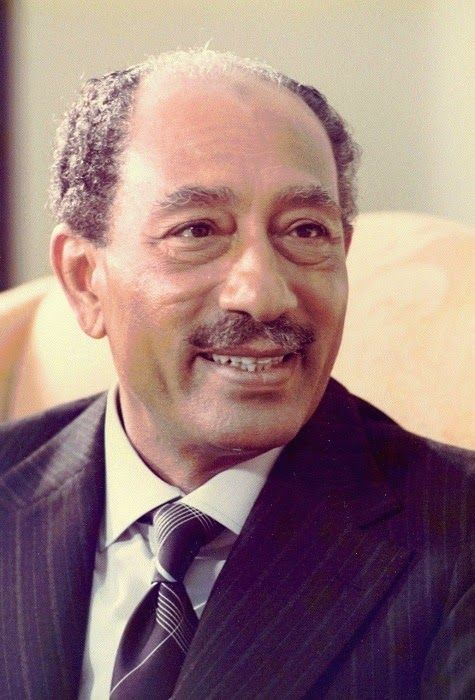
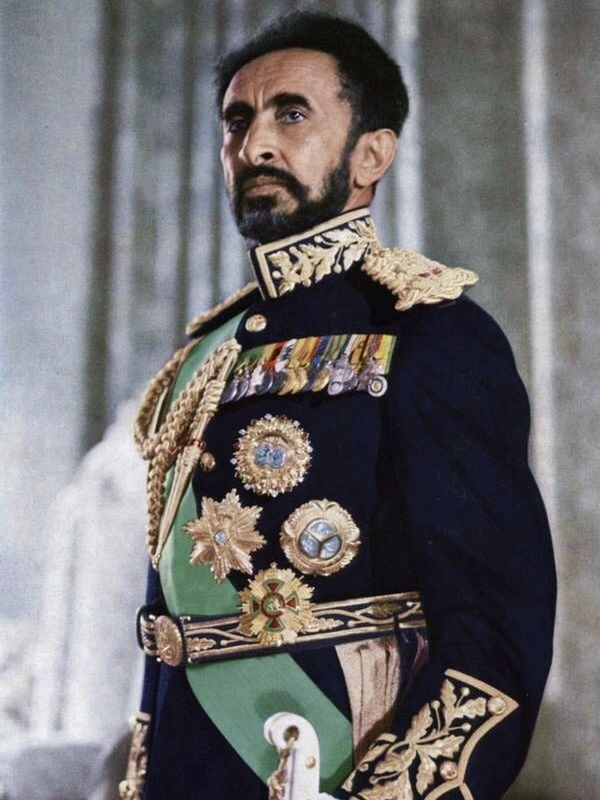
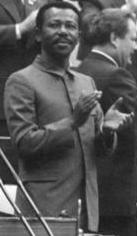
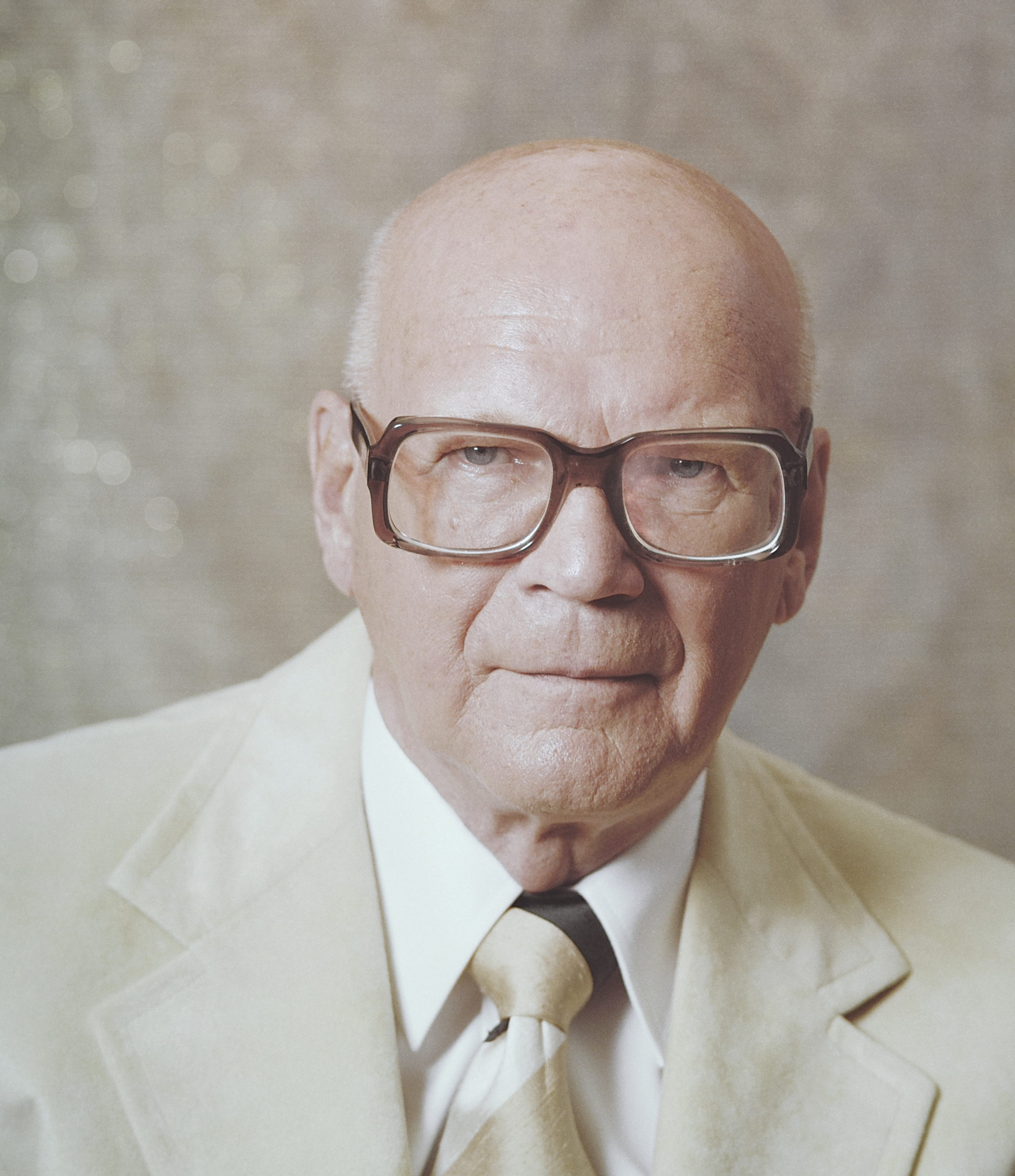
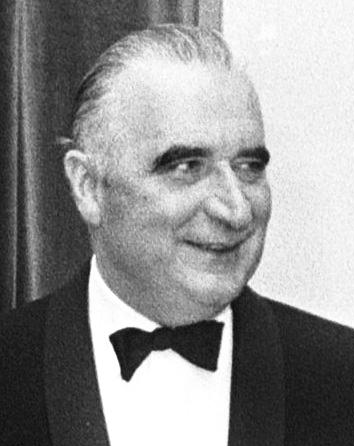
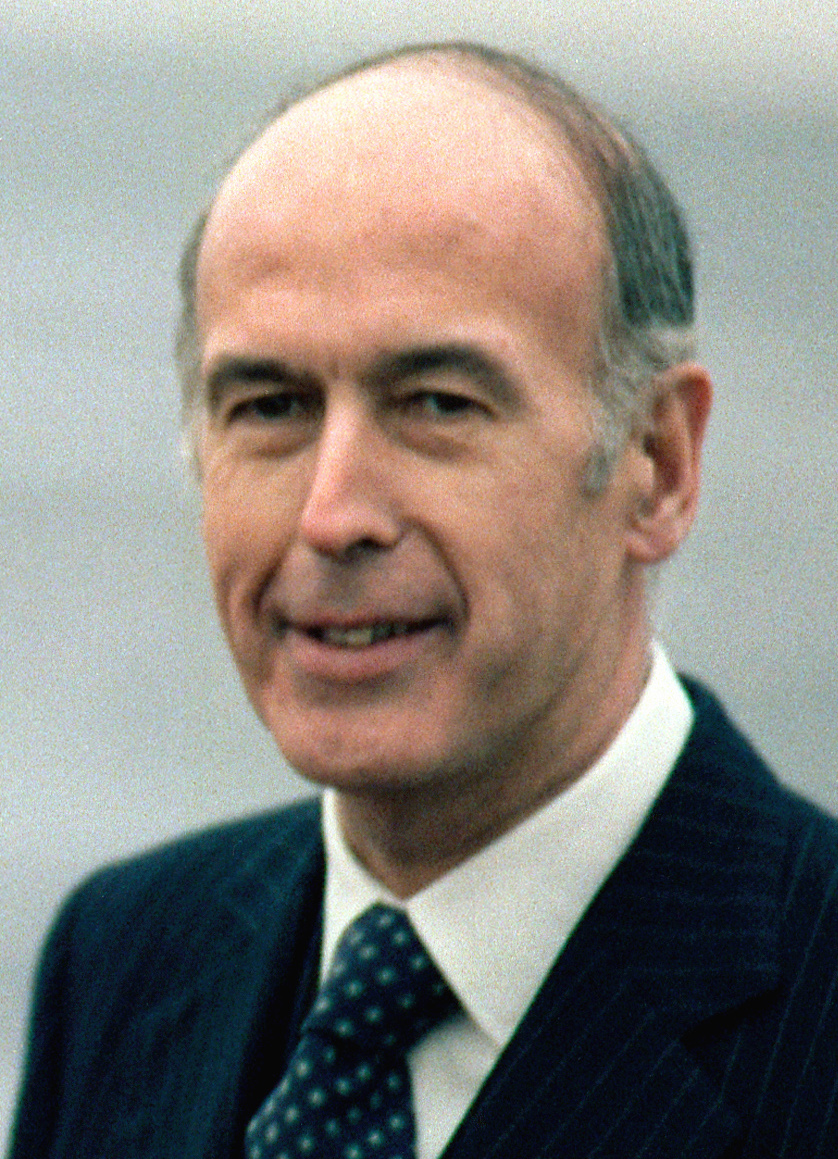
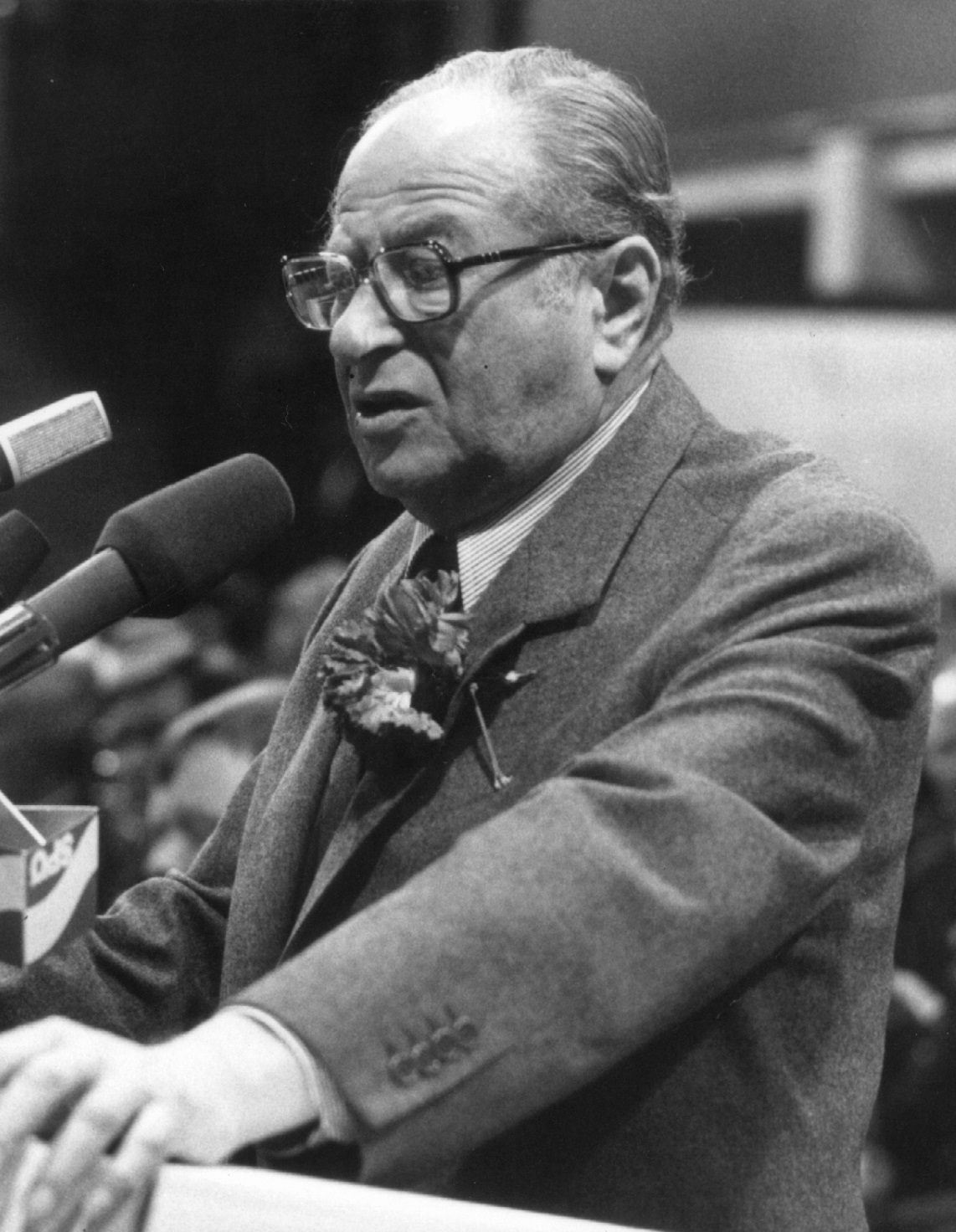
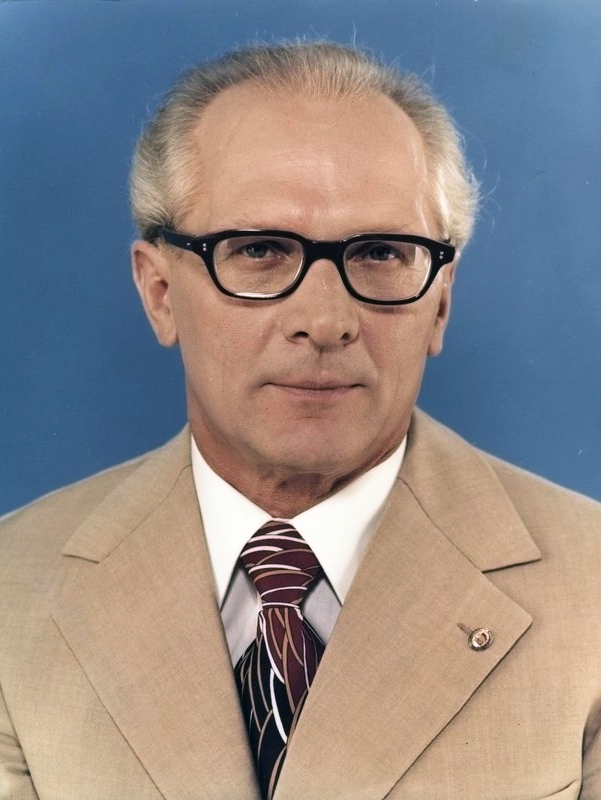
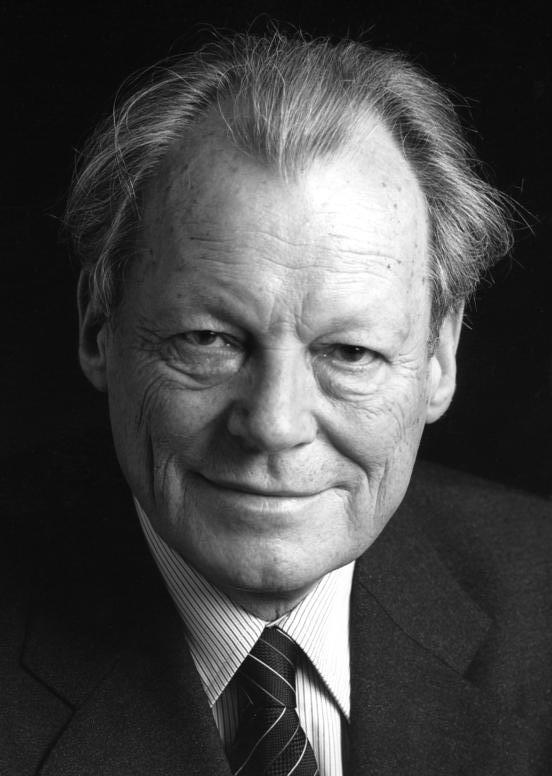
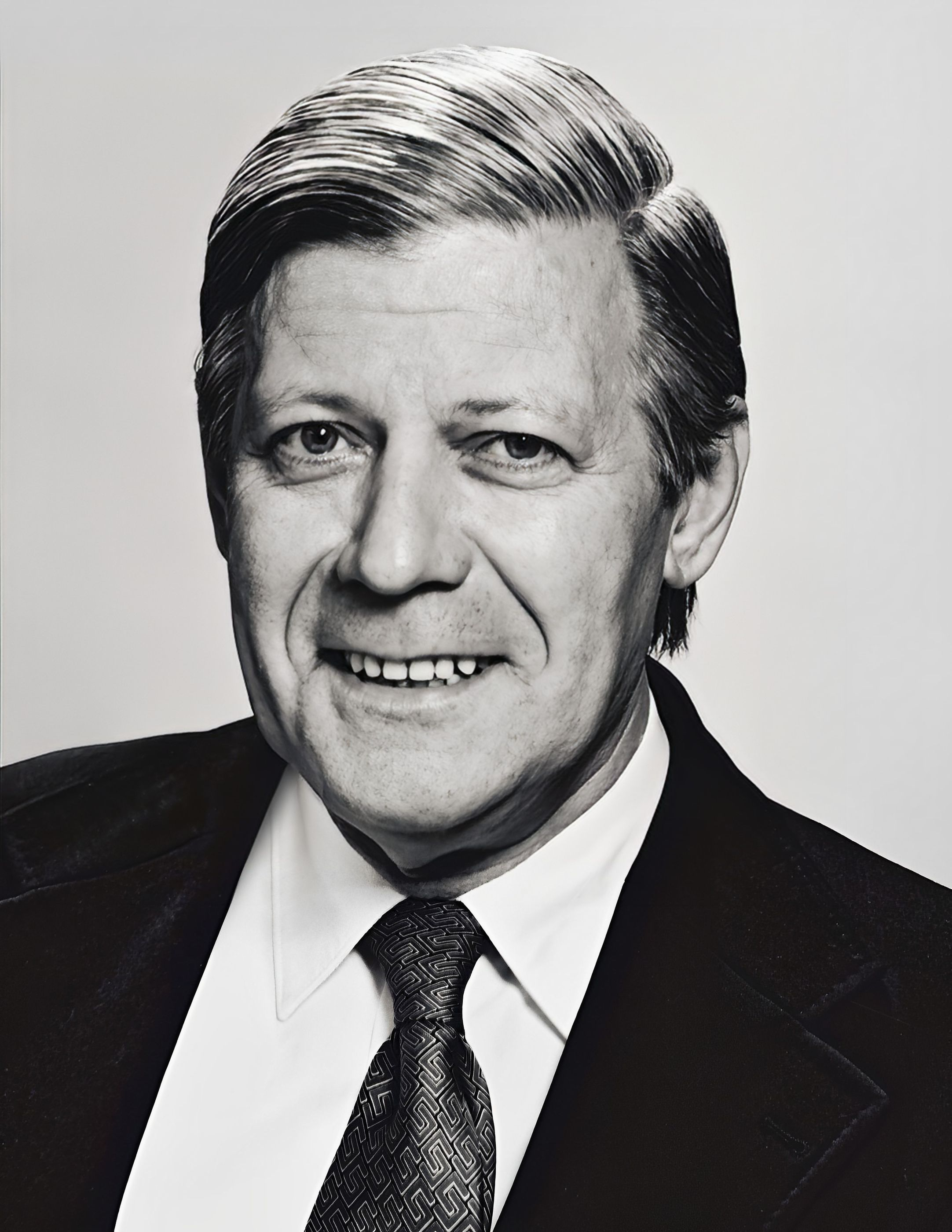
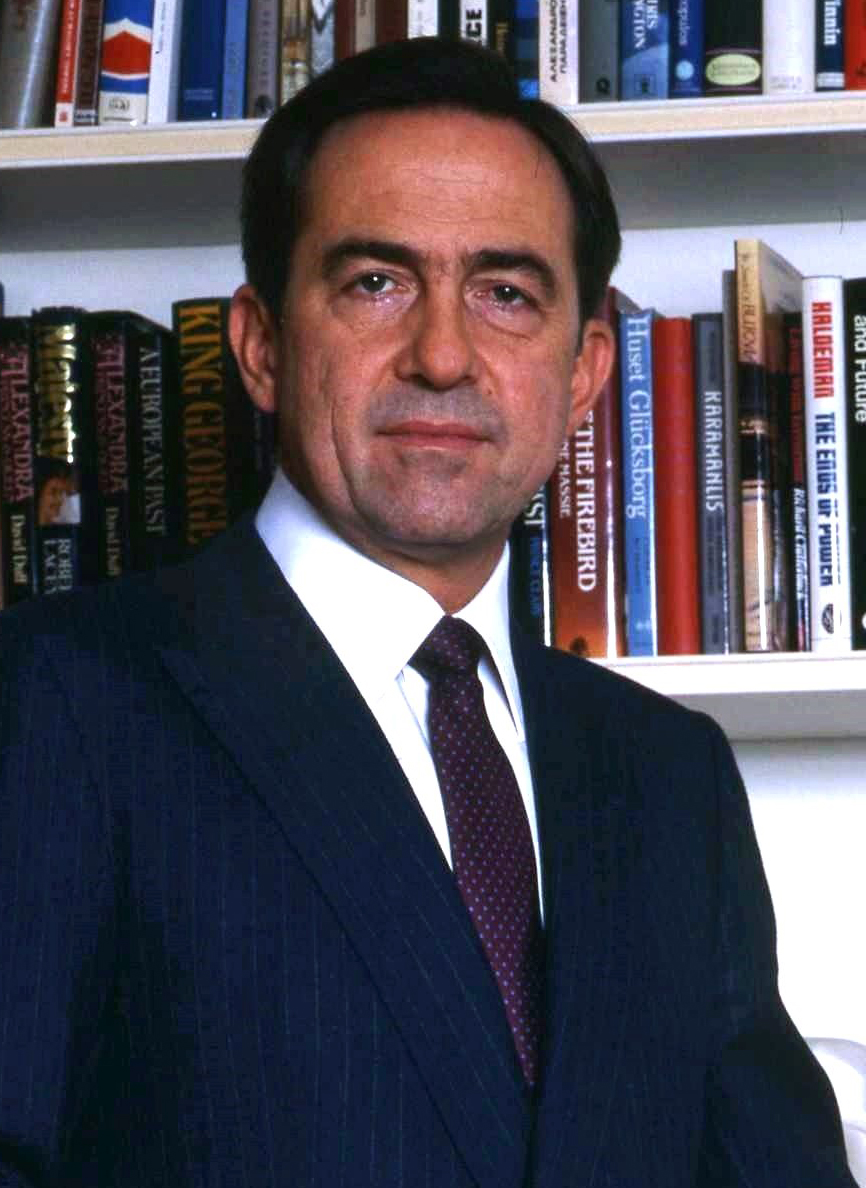
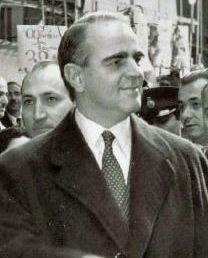

## الوفيات

### يناير
- 5 يناير
- ماكس بورن: فيزيائي ألماني، حائز على جائزة نوبل (مواليد 1882).
- 7 يناير
- روبرت بارات: الممثل الأمريكي (و.1889).
- 14 يناير
- هاري م. وودز: كاتب أغاني أمريكي (و.1896).
- 17 يناير
- روبرت ليندلي موراي: بطل التنس الأمريكي (و.1893).
- 18 يناير
- ديفيد مكاي: الرئيس التاسع لكنيسة يسوع المسيح لقديسي الأيام الأخيرة (و.1873).
- 25 يناير
- إيجي تسوبورايا: المخرج السينمائي الياباني ومصمم المؤثرات الخاصة (غودزيللا) (و.1901).
- 30 يناير
- فريتز بايرلين: عالم ألماني (و.1899).
- مالكولم كين: الممثل البريطاني (و.1887).
- 31 يناير :
- سليم هاربو: مغني أمريكي (و.1924).

### فبراير
- 2 فبراير
- لورانس غراي: الممثل الأمريكي (و.1898).
- بيرتراند راسل: خبير بريطاني في علم المنطق، وحاصل على جائزة نوبل في الأدب (و.1872).
- 3 فبراير
- إيتالو غاريبولدي: جنيرال إيطالي (و.1879).
- 5 فبراير
- رودي يورك: لاعب بيسبول أمريكي (و.1913).
- 6 فبراير
- روسكو كارنز: ممثل أمريكي (و.1891).
- 10 فبراير
- ألفريد روبرتس: إنجليزي علماني واعظ، سياسي، ووالد مارغريت تاتشر (و.1892).
- 16 فبراير
- فرانسيس بيتون روس: طبيب أمراض أمريكي، حاصل على جائزة نوبل في علم وظائف الأعضاء (و.1879).
- 17 فبراير
- ألفريد نيومان: ملحن أمريكي (و.1901).

### مارس
- مارس 8
- والدو بيرس: الرسام الأمريكي (و.1884).
- 16 مارس
- تامي تيريل: مغنية أمريكية (و.1945).
- 29 مارس
- فيرا بريتين: كاتبة بريطانية (و.1893).
- 30 مارس -
- هاينريش برونينغ: أكاديمي وسياسي ألماني، المستشار الحادي والعشرون لألمانيا (و.1885).
- 31 مارس
- سيميون تيموشينكو: الجنرال السوفيتي، مارشال الاتحاد السوفيتي (و.1895).

### أبريل
- 6 أبريل
- الضيف أحمد: ممثل مصري (و.1936).
- موريس ستوكس: لاعب كرة سلة أمريكي (و.1933).
- 8 أبريل
- الأمير فيليكس من بوربون بارما: قرين الدوق الكبرى شارلوت (و.1893).
- 11 أبريل
- كاثي أودونيل: الممثلة الأمريكية (و.1923).
- ريتشارد نيل: الممثل الأمريكي (و.1875).
- 16 أبريل
- ريتشارد نيوترا: مهندس معماري نمساوي (مواليد .1892).
- 17 أبريل
- البطريرك أليكسي الأول من موسكو (و.1877).
- 26 أبريل
- فرانسيسكو كونا ليال: سياسي برتغالي، رئيس وزراء البرتغال الرابع والثمانين (و.1888).
- أبريل 28
- إد بيغلي: الممثل الأمريكي (و.1901).

### مايو
- 1 مايو
- رالف هارتلي: المخترع الأمريكي (و.1888).
- 4 مايو
- أليسون كراوس: من الولايات المتحدة ضحية إطلاق النار (و. 1951).
- 10 مايو
- ماري بلانشارد: الممثلة الأمريكية (و.1927).
- 11 مايو
- جوني هودجز: موسيقي الجاز الأمريكي (و.1906).
- مايو 14
- بيلي بيرك: الممثلة الأمريكية (و.1884).
- 17 مايو
- هاينز هارتمان: طبيب نفساني نمساوي ومحلل (و.1894).
- 29 مايو
- إيفا هيس: نحاتة أمريكية ألمانية المولد (و.1936).

### يونيو
- 1 يونيو
- بيدرو أوجينيو أرامبورو: رئيس الأرجنتين الحادي والثلاثين (و. 1903).
- جورج واتكينز: لاعب بيسبول أمريكي (و.1900).
- 2 يونيو
- بروس ماكلارين: مؤسس سباق ماكلارين (و.1937).
- 3 يونيو
- روث سوير: رواية قصص وكاتبة أمريكية (و.1880).
- يالمار شاخت: وزير الاقتصاد الألماني النازي (و.1877).
- 8 يونيو
- إبراهام ماسلو: طبيب نفساني أمريكي (و.1908).
- 10 يونيو
- بارتولومي بلانش: ضابط عسكري تشيلي، الرئيس المؤقت لتشيلي (و.1879).
- 11 يونيو
- ألكسندر كيرنسكي: سياسي ثوري روسي (و.1881).

### يوليو
- 13 يوليو
- شنغ شيكاي: أمراء الحرب الصينيين (و.1895).
- يوليو 17
- إرنست ويلمان: ضابط في الجيش الألماني حاصل علي أوسمة عالية (و.1904).

### أغسطس
- 1 أغسطس
- فرانسيس فارمر: ممثلة أمريكية ومقدمة التلفزيون (و. 1913).
- أوتو هاينريش واربورغ: طبيب ألماني فسيولوجي، حائز على جائزة نوبل في علم وظائف الأعضاء (و.1883).
- 23 أغسطس
- عبد الله خليل: رئيس وزراء السودان الثالث (و.1892)،

### سبتمبر
- سبتمبر
- محمود المنتصر: رئيس وزراء ليبيا الأول (و.1903).
- 1 سبتمبر
- فرانسوا مورياك: الكاتب الفرنسي، الحائز على جائزة نوبل (مواليد 1885).
- 2 سبتمبر
- ماري بيير كونيغ: عالم وسياسي فرنسي (و.1898).
- 3 سبتمبر
- فينس لومباردي: لاعب كرة القدم الأمريكي والمدرب الذي تم بعده تسمية كأس السوبر بول لاتحاد كرة القدم الأميركي (و.1913).
- 5 سبتمبر
- يوخن ريندت: سائق سباق نمساوي ، 1970 بطل فورمولا واحد سائق (و.1942).
- 14 سبتمبر
- رودولف كارناب: فيلسوف وعالم رياضيات ألماني أمريكي (و. 1891).
- 18 سبتمبر
- جيمي هندريكس: موسيقي الروك الأمريكي (و.1942).
- 22 سبتمبر
- أليس هاميلتون: أول امرأة تعين في كلية جامعة هارفارد (و. 1869).
- 28 سبتمبر
- جون دوس باسوس: الروائي الأمريكي (و.1896).

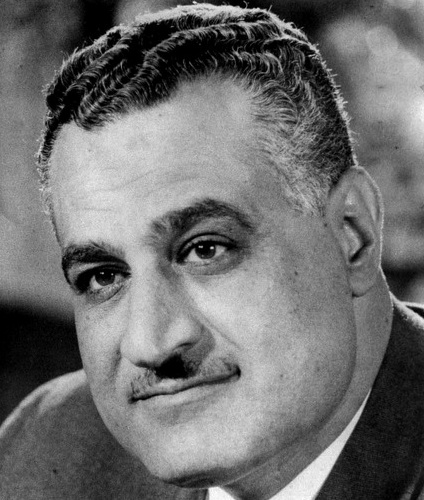
جمال عبدالناصر

- جمال عبد الناصر: رئيس وزراء مصر الحادي والثلاثين والرئيس الثاني لمصر (و.1918).

### أكتوبر
- 4 أكتوبر
- جانيس جوبلين: مغنية الروك الأمريكية (و.1943م).
- 11 أكتوبر
- سيزار فالكون: كاتب وصحافي وسياسي بيروفي (و.1892م).
- 13 أكتوبر
- يوليا كولب: مغنية أوبرا هولندية (و.1880م).
- 17 أكتوبر
- كوينسي رايت: عالِم السياسة الأمريكية (و.1890م).
- 19 أكتوبر
- لازارو كارديناس: الرئيس الرابع والأربعين للمكسيك (و.1895م).
- 21 أكتوبر
- إرنست هالر: مصور سينمائي أمريكي (و.1896م).
- 22 أكتوبر
- جورج أوستن ويلش: عضو جمهوري في مجلس النواب الأمريكي (و.1878م).
- 24 أكتوبر
- ريتشارد هوفستاتر: مؤرخ أمريكي (و.1916م).
- 25 أكتوبر
- رينيه شنايدر: القائد العام للجيش التشيلي (أُغتيل) (و. 1890م).

### نوفمبر
- 6 نوفمبر
- أغوستين لارا: ملحن مكسيكي (و.1897م).
- 8 نوفمبر
- نابليون هيل: المؤلف الأمريكي في مجال الفكر الجديد (و. 1883م).
- 9 نوفمبر
- شارل ديغول: جنرال فرنسي ورجل دولة، رئيس وزراء فرنسا الثامن والتسعين، والرئيس الثامن عشر لفرنسا (و.1890م).
- 14 نوفمبر
- هوارد وينكلر: سياسي كندي (و.1891م).
- 21 نوفمبر
- بيرسي إرنست شرام: مؤرخ ألماني (و. 1894م).
- 23 نوفمبر
- يوسف بن إسحاق: الرئيس الأول لسنغافورة (و.1910م).
- 25 نوفمبر
- لويز غلوم: ممثلة أمريكية (و.1888م).
- يوكيو ميشيما: روائي ياباني (و.1925م).

### ديسمبر
- 8 ديسمبر
- كريستوفر كيلك إنغولد، الكيميائي البريطاني (و.1893).
- فيليب إدوارد سميث، طبيب الغدد الصماء الأمريكي (و. 1884).
- 9 ديسمبر
- إيفلين تمبل إيميت: أول مدير لمكتب السياحة الحكومية في تسمانيا (و.1871).
- 12 ديسمبر
- دوريس بلاكبيرن: سياسية أسترالية (و.1889).
- 14 ديسمبر
- وليام سليم: قائد الجيش البريطاني في الحرب العالمية الثانية (و.1891).
- 15 ديسمبر
- إرنست مارسدن: فيزيائي إنجليزي - نيوزيلندي (و .1889).
- 16 ديسمبر
- فريدريش بولوك: عالم اجتماع وفيلسوف ألماني (و .1894).
- 30 ديسمبر
- لينور أولريك: الممثلة الأمريكية (و.1892).
- 30 ديسمبر
- سوني ليستون: ملاكم أمريكي (و.1938).
- 31 ديسمبر
- سيريل سكوت: ملحن، كاتب، وشاعر إنجليزي (و.1879).

## معرض صور

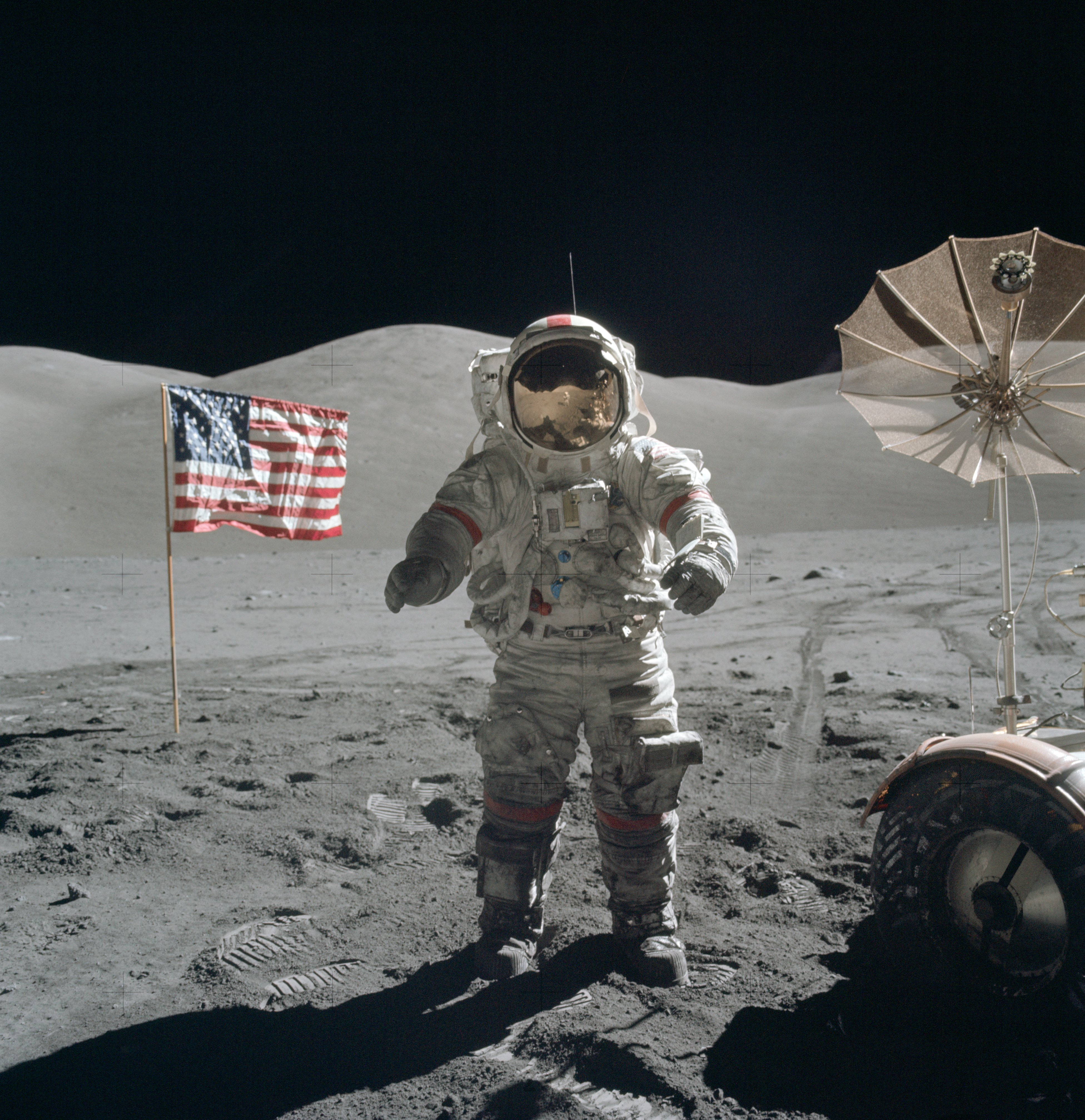
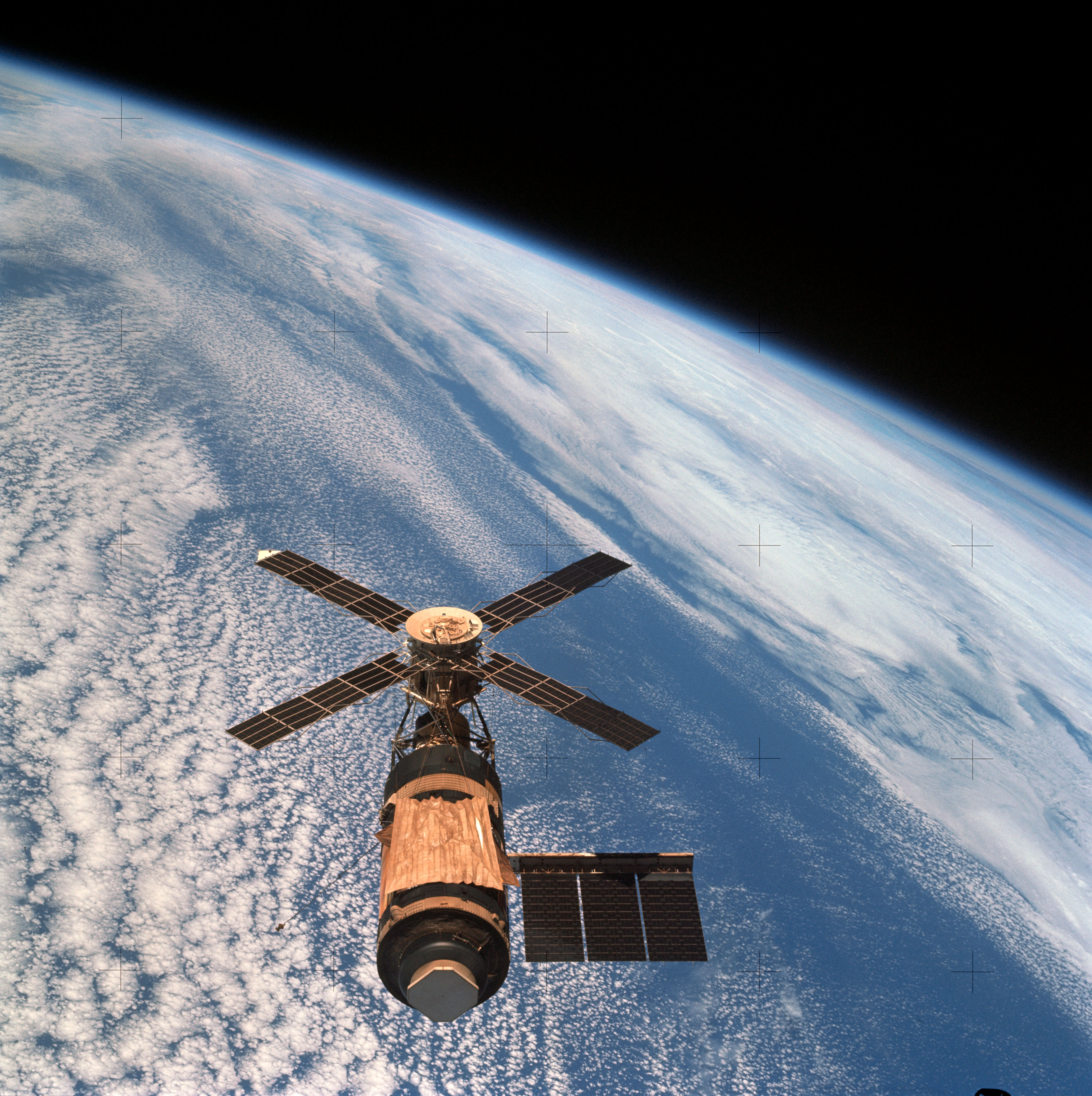
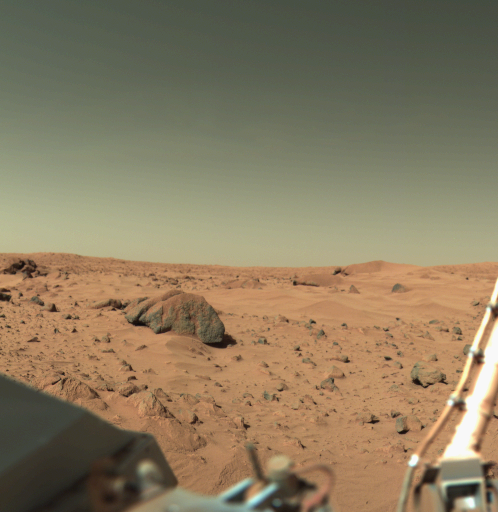
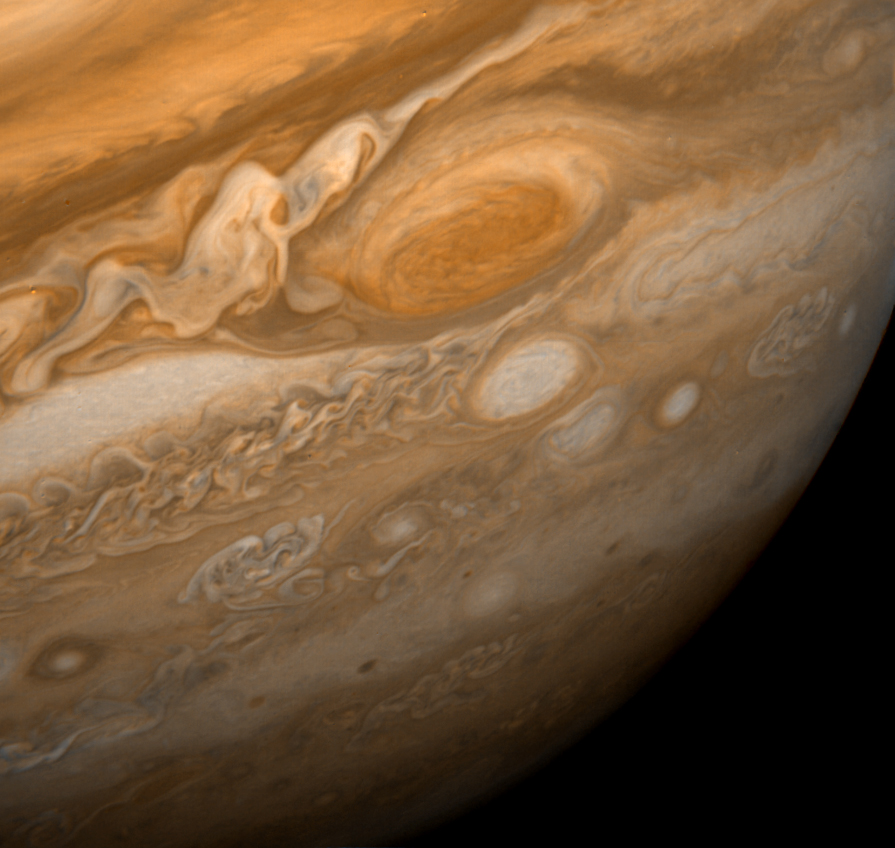
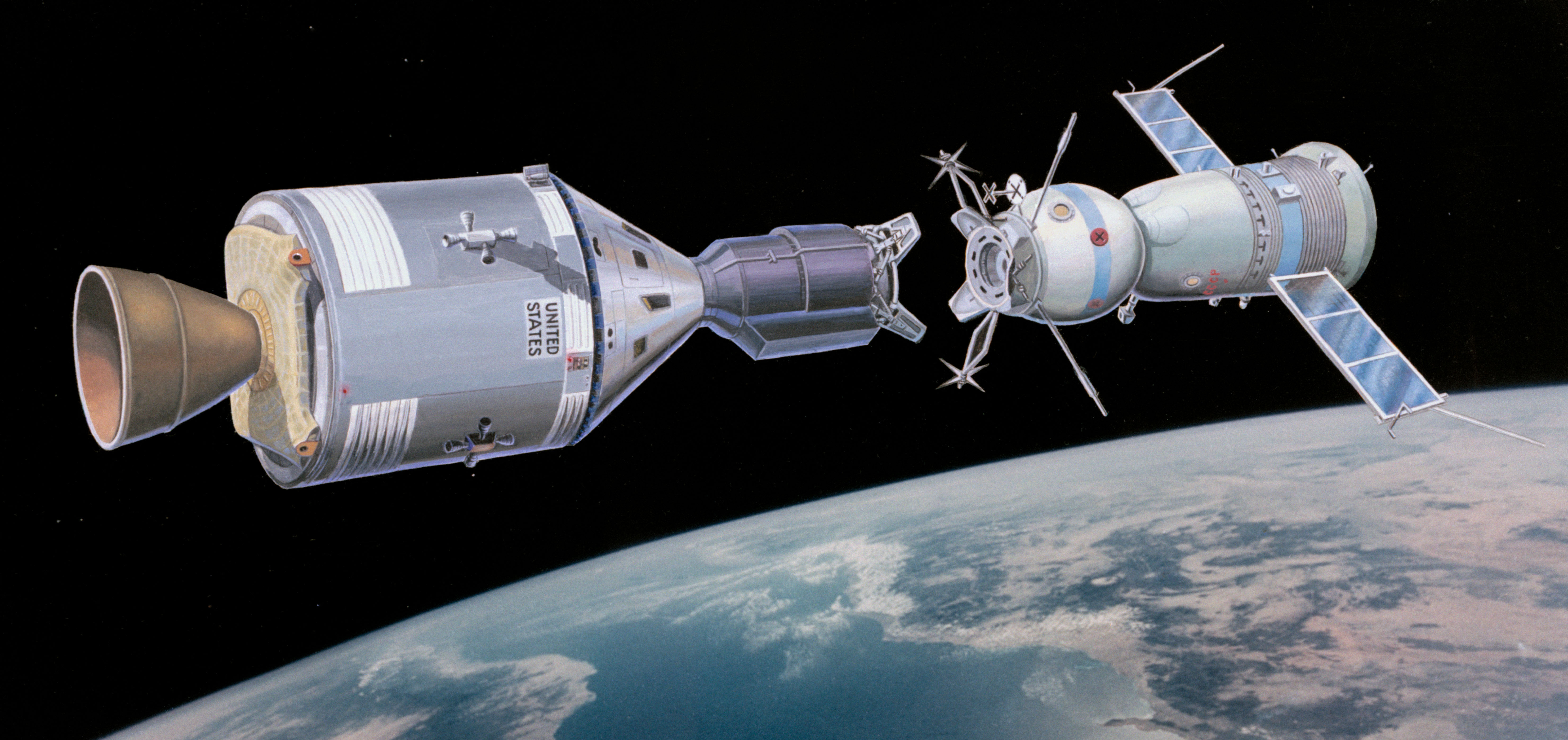